# Österrike
För andra betydelser, se Österrike (olika betydelser).
Österrike (tyska: Österreich), formellt Republiken Österrike (tyska: Republik Österreich), är en inlandsstat i Centraleuropa. Österrike gränsar till både Tyskland och Tjeckien i norr, Slovakien och Ungern i öster, Slovenien och Italien i söder och Schweiz och Liechtenstein i väster. Huvudstaden är Wien som ligger vid floden Donau.
Österrikes ursprung dateras tillbaka till 800-talet då territorierna Oberösterreich och Niederösterreich blev alltmer befolkade. Namnet "Ostarrichi" finns först dokumenterat i ett officiellt dokument år 996. Sedan dess har namnet utvecklats till Österreich.
Österrike är en parlamentarisk representativ demokrati som består av nio förbundsländer och är ett av sex länder i Europa[källa behövs] som har förklarat sig permanent neutralt[källa behövs] och är ett av få länder som förbundit sig till ständig neutralitet genom grundlag.[källa behövs] Österrike är medlem av Förenta nationerna sedan den 14 december 1955 och Europeiska unionen sedan den 1 januari 1995.

## Historia

### Förhistoria (fram till 15 f.Kr.)

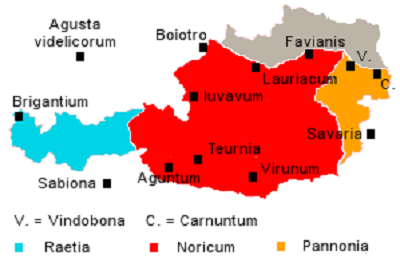
Tre romerska provinser, Raetien, Noricum och Pannonien, fanns under romerska riket, här markerat i dagens Österrike.

De äldsta spåren av mänsklig närvaro i Österrike dateras till mellanpaleolitikum. Betydande fynd från denna tid är kvinnofigurerna Venus från Galgenberg och Venus från Willendorf som är mellan 20 000 och 30 000 år gamla. Från omkring 5000 till 500 f.Kr uppfördes pålhus intill sjöar som Attersee och Mondsee. Från 800- till 400-talet f.Kr bröt kelterna salt i Hallstatt under Hallstattkulturen och senare järn på Erzberg. Under denna tid inrättade kelterna också de första statliga strukturerna i dagens södra och östra Österrike. På 100-talet f.Kr. sammanslöt sig några keltiska stammar till kungariket Noricum och började intensifiera handelsrelationerna med romerska riket i söder.

### Romersk provins och folkvandringstiden (15 f.Kr.–700 e.Kr.)
Under kejsar Augustus blev Noricum 15 f.Kr. först ett lydrike och slutligen 45 e.Kr. en romersk provins. Romarna skapade olika bosättningar med den största staden Carnuntum som låg öster om dagens Wien. Den germanska folkvandringen gjorde att romarna trycktes tillbaka från sina provinser. Under 500-talet skapade olika folkgrupper permanenta bosättningar; avarer i öster, alpslaver i Karantanien i söder, alemanner i väster och bavarier i centrala delen av dagens Österrike.

### Bildandet av dagens Österrike (700–1278)

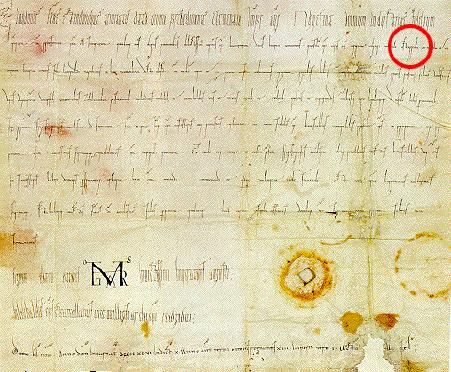
I en urkund från 996 omnämns namnet Ostarrîchi för första gången.

På 700-talet underkuvades bavarier, alpslaver och alemanner av frankerna som tillsatte bavarisk adel att förvalta området. 976 blev Liutpold I från Huset Babenberg markgreve över ett markgrevskap inom tysk-romerska riket öster om floden Enns som kallades marcha orientalis. 996 kallades samma område i en urkund för första gången som Ostarrîchi som sedermera utvecklades till tyskans Österreich – riket i öster. Därför räknas år 996 som födelsen av dagens Österrike.
Babenbergarna bedrev en målmedveten avskognings- och koloniseringspolitik. Residenset befann sig till en början i Pöchlarn och senare i Melk och Klosterneuburg. 1156 fick Österrike status som hertigdöme under Heinrich Jasomirgott. Han utnämnde Wien till sin residensstad och 1186 tillföll Steiermark babenbergarna. Huset Babenberg dog dock ut 1246. Därefter tog kung Ottokar II av Böhmen över makten. När denne försökte bli tysk-romersk kejsare förlorade han ett avgörande slag på Marchfältet mot Rudolf av Habsburg 1278 som skulle etablera huset Habsburg som härskare över Österrike under de kommande 640 åren.

### Huset Habsburg och tysk-romerska riket (1278–1804)

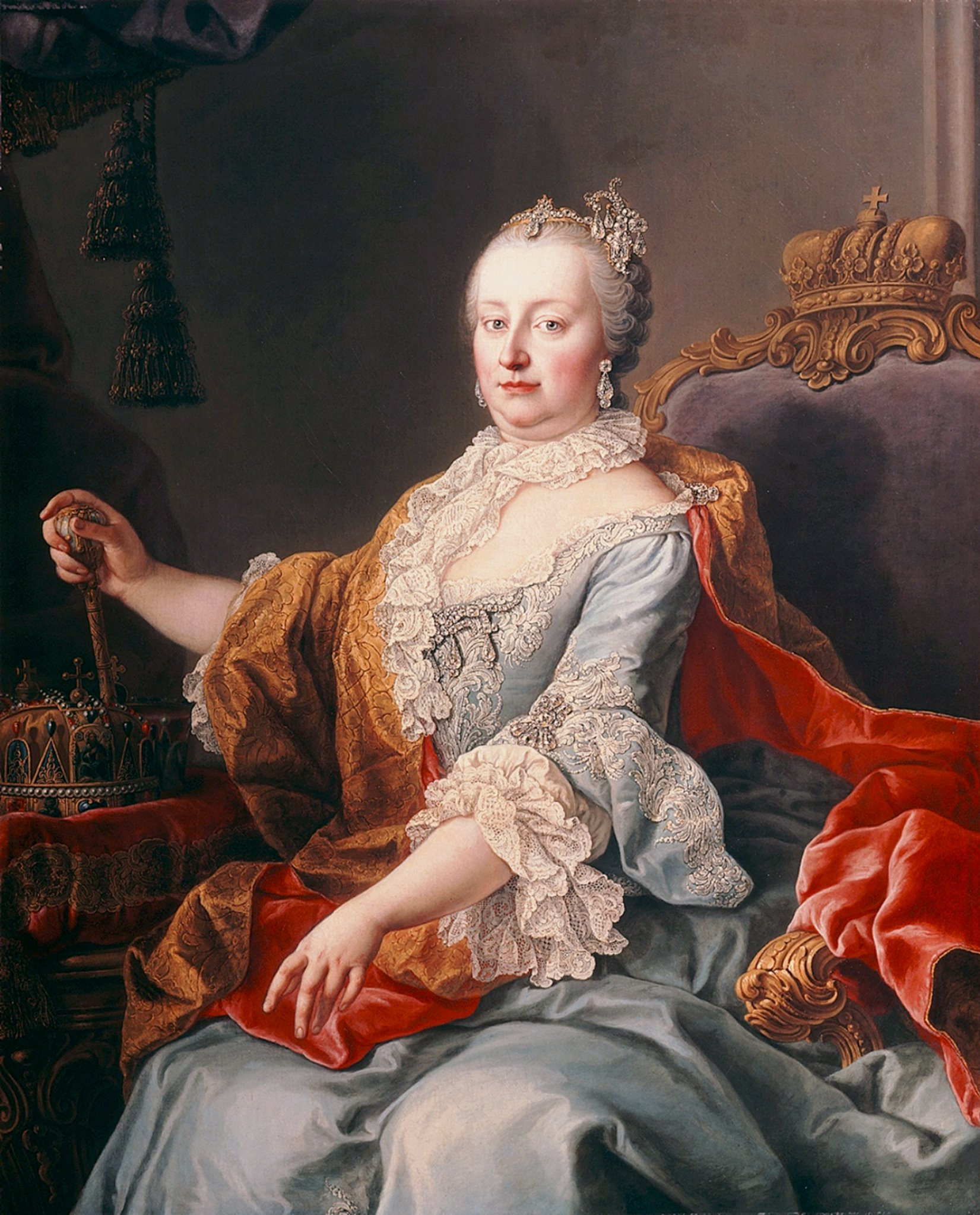
Maria Teresia regerade över Österrike 1740–1780 som upplyst despot.

1335 tillkom områdena Kärnten och Krain till habsburgarnas domäner och 1363 även Tyrolen. 1452 blev Fredrik III tysk-romersk kejsare och året därpå upphöjdes Österrike till ärkehertigdöme. Under slutet av 1400-talet inledde han det Huset Habsburg blivit berömt för: att genom giftermål framgångsrikt stärka sin makt och bygga ut riket. Bella gerant alii – tu felix austria nube ("Krig får andra föra – du lyckliga Österrike, gift dig") blev mottot då man bland annat tog makten över Spanska imperiet. Den framgångsrika släktutbyggnaden hade sin kulmen under Maximilian I:s styre 1493–1519. 1526 ärvde Ferdinand I Ungern och Böhmen och inledde de första stegen mot skapandet av en centralmakt med säte i Wien. Införlivandet av Ungern innebar att man nu ställdes direkt mot det Osmanska riket som skulle bli Österrikes nya storfiende. 1529 belägrades Wien av osmanerna och 1683 skedde en andra belägring men återigen misslyckades osmanerna med att erövra staden.
1740 blev Maria Teresia nytt överhuvud sedan man drivit igenom kvinnlig tronföljd för att säkerställa habsburgarnas fortsatta styre. 1742 ledde ett nederlag mot Preussen under Fredrik II till att Österrike förlorade Schlesien. Preussen skulle sedermera komma att utvecklas till Österrikes stora rival och utmanare om makten i det tysk-romerska riket som ledande tysk nation. Efter franska revolutionen blev Österrike indraget i Napoleonkrigen. Som en följd av motgångarna skapade Frans I kejsardömet Österrike 1804. Två år senare tvingades han att lägga ned den tysk-romerska kejsarvärdigheten och det tysk-romerska riket upphörde därmed att existera.

### Kejsarriket Österrike och dubbelmonarkin Österrike-Ungern (1804–1918)

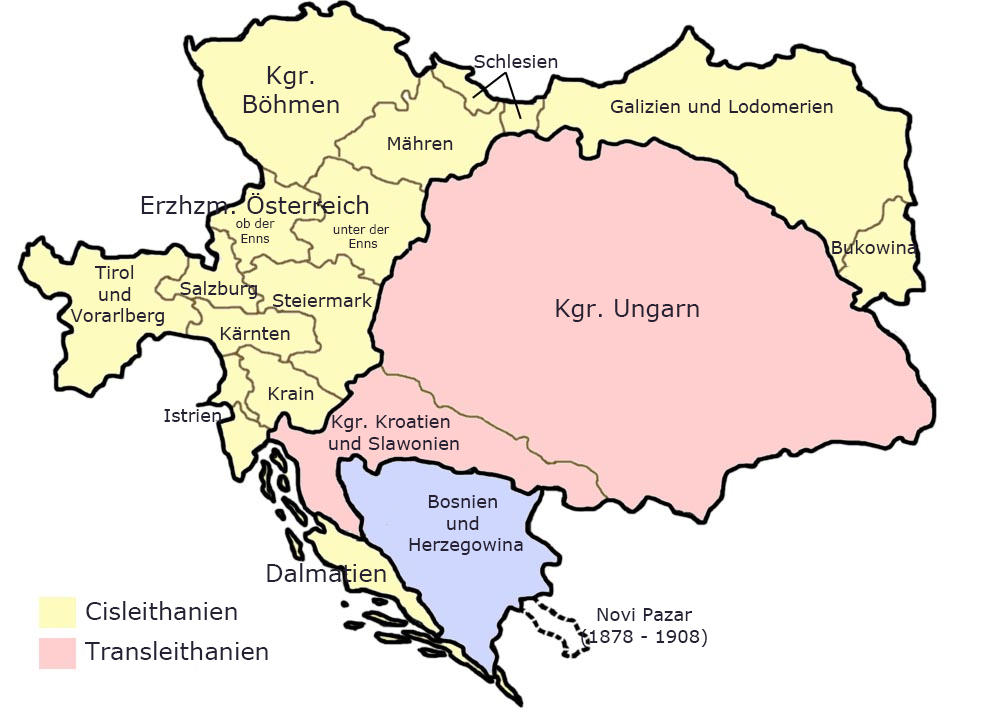
Karta över Österrike-Ungern 1914

Efter Napoleonkrigen hölls 1814–1815 Wienkongressen där Österrike och de andra stormakterna ritade om Europas karta och Österrike fick tillbaka landområden som man tidigare förlorat. Under revolutionsåret 1848 krävdes reformer över hela det väldiga riket med dess olika folkgrupper. Upproren slogs ner av militären och Frans Josef blev ny kejsare. 1859 förlorade Österrike sina områden i Italien och tvingades acceptera Italiens enande. Efter den österrikiska förlusten mot Preussen i det tyska enhetskriget 1866 blev Preussen den dominerande tyska staten och kunde några år senare bilda kejsardömet Tyskland.
Nationalismen kom under 1800-talet att bli ett allt större problem för centralmakten som ville hålla samman de olika delarna. Framför allt ungrarna förde fram krav på förändring. 1867 skapades så Österrike-Ungern som en dubbelmonarki mellan de två länderna. Kompromissen skapade ett rike där Österrike och Ungern hade skild inrikespolitik med egna parlament i Wien och Budapest men utåt verkade man gemensamt under enad flagg och statsöverhuvuden Frans Josef. Den 28 juni 1914 sköts tronföljaren Franz Ferdinand i Sarajevo vilket utlöste första världskriget där Österrike genom avtal stred bredvid Tyskland. Efter centralmakternas nederlag splittrades Österrike-Ungern 1918.

### Första republiken och Austrofascism (1918–1938)

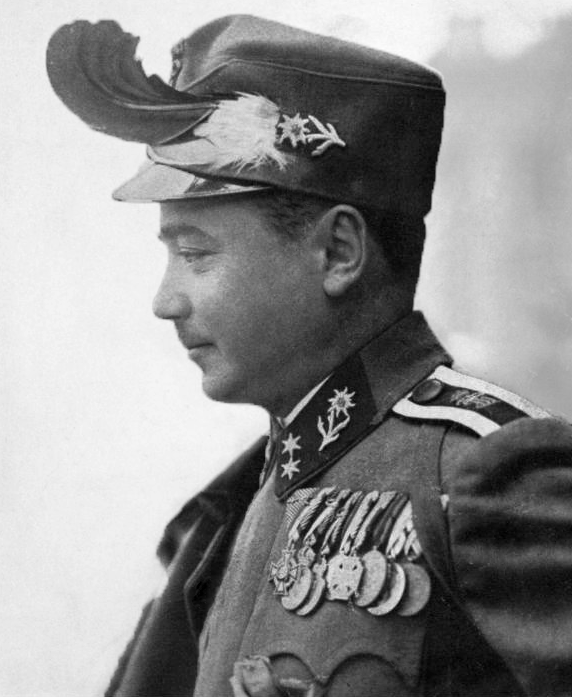
Engelbert Dollfuss etablerade den austrofascistiska regimen 1933.

Efter att Österrike-Ungern fallit samman under hösten 1918 och den siste kejsaren Karl I abdikerat proklamerades Republik Deutschösterreich (republiken Tysk-Österrike) den 12 november 1918. Dess mål var att ansluta sig till Tyskland då landet kraftigt minskat i storlek och inte längre var en stormakt. Fredsförhandlingarna i Saint-Germain satte ett stopp för dessa planer och den nya republiken fick byta namn till Republik Österreich. I konstitutionen från 1920 fastslogs att Österrike skulle bli en förbundsrepublik.
Det dominerande partiet under mellankrigstiden var det konservativa kristligtsociala partiet (CS). Spänningar mellan CS och det andra stora partiet, socialdemokraterna (SDAPÖ), ledde till blodiga sammandrabbningar 1927 och österrikiska inbördeskriget i februari 1934 som slutade med att SDAPÖ förbjöds. Redan 1933 hade en parlamentarisk kris utbrutit som den dåvarande förbundskanslern Engelbert Dollfuss utnyttjat för att sätta parlamentet ur spel. Han upprättade en auktoritär regim (Austrofascism) likt det fascistiska Italien och riktat emot Hitlers Nazityskland vars anhängare i Österrike inledde en kampanj för landets anslutning till Tyskland. I juli 1934 försökte nazisterna gripa makten i en misslyckad statskupp där Dollfuss sköts till döds. Hans efterträdare Kurt Schuschnigg försökte precis som Dollfuss att hålla Nazityskland stången men efter att Mussolinis Italien vänt Österrike ryggen blev det politiska läget för regimen sämre. Schuschnigg avgick den 11 mars 1938 och tvingades lämna över makten till nazisten Arthur Seyß-Inquart, dagen innan Österrikes Anschluss med Nazityskland ägde rum.

### Anschluss och andra världskriget (1938–1945)

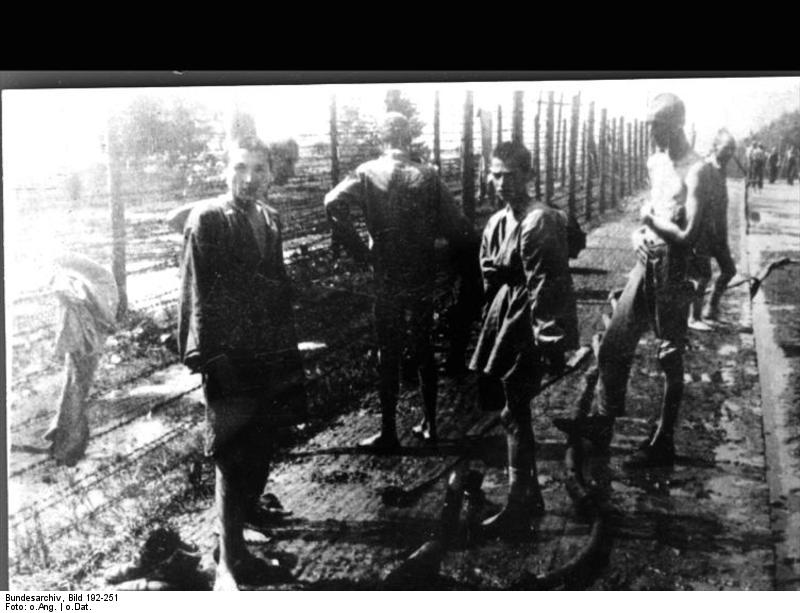
I koncentrationslägret Mauthausen mördades 100 000 människor.

Se även: Anschluss, Andra världskriget
Den 12 mars 1938 tågade tyska trupper in i Österrike och genomförde Anschluss (anslutning) vilket betydde att Österrike blev en del av Hitlers Nazityskland. Österrike fick namnet Ostmark och 1942 Alpen- und Donau-Reichsgaue. Efter anslutningen inleddes diskriminering, berövande och förföljelse av judar och andra marginaliserade grupper och många flydde landet. Från och med september 1939 kom Österrike att strida i andra världskriget som en del av Nazityskland. I Österrike upprättades flera koncentrationsläger. Mauthausen var det största och mest ökända. Uppskattningsvis 100 000 människor mördades i Mauthausen och dess satellitläger. Under våren 1945 började allierade trupper inta Österrike och den 13 april föll Wien.

### Efterkrigstid och andra republiken (1945–idag)

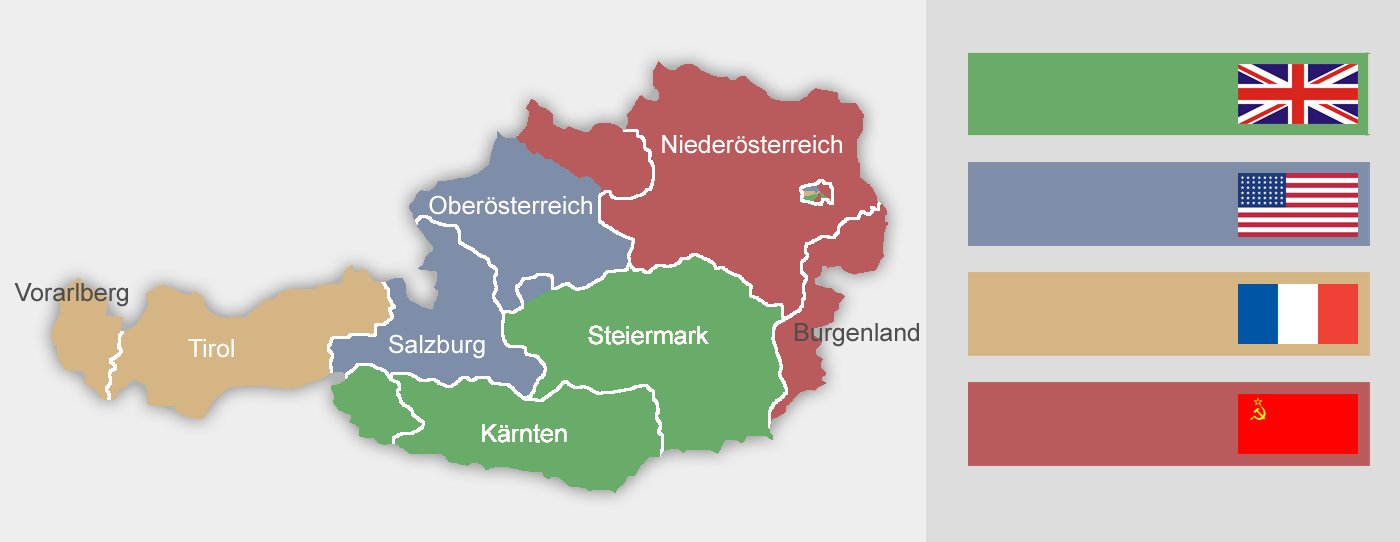
Österrike uppdelat i de fyra segrarmakternas ockupationszoner 1945–1955

Den 27 april utropades Republiken Österrike i sina gränser från innan Anschluss. Dock skulle Österrike vara under ockupation av segrarmakterna under tio års tid. Nordöstra Österrike bildade en sovjetisk zon och de övriga tre delarna hamnade hos västmakterna – USA, Storbritannien och Frankrike. Sovjetunionen kom precis som i Tyskland att nedmontera fabriker i sin zon och frakta hem dem som krigsskadestånd. Västmakterna satsade däremot på Marshallhjälpen. 1955 blev Österrike återigen en självständig stat i form av en förbundsrepublik med nio förbundsländer. I det österrikiska statsfördraget fastslogs landets permanenta neutralitet som var en förutsättning för att segrarmakterna skulle återge Österrike dess självständighet. Den 14 december blev Österrike medlem i Förenta nationerna.
Genom sin neutrala position försökte Österrike vara en bro mellan de två blocken under det kalla kriget. Under 1970-talet etablerade flera internationella organisationer sina huvudkontor i Wien. Österrike kom under förbundskanslern Bruno Kreisky (1970–1983) att vara medlare i Arab-israeliska konflikten och målades upp som den neutrala mönsterstaten. Detta ändrades radikalt när den tidigare Förenta nationernas generalsekreterare Kurt Waldheim vann presidentvalet 1986 trots att det hade avslöjats under valkampanjen att han hade ett förflutet inom SA och ökända tyska trupper som begått folkmord på Balkan under andra världskriget. Det var först då som man började prata om det tabubelagda ämnet om Österrikes delaktighet i andra världskriget som del av Nazityskland. Innan dess hade Österrike länge betraktats som Nazitysklands första offer trots att många österrikare välkomnande Anschluss 1938. Det stora antalet österrikare som varit medlemmar i nazistpartiet kunde i regel återgå i sina roller som medborgare i republiken Österrike.
Österrikes neutralitet gjorde länge att landet inte gick med i Europeiska gemenskaperna då detta inte ansågs vara förenligt med neutraliteten. Efter en folkomröstning anslöt sig Österrike tillsammans med Finland och Sverige till Europeiska unionen den 1 januari 1995.

## Geografi

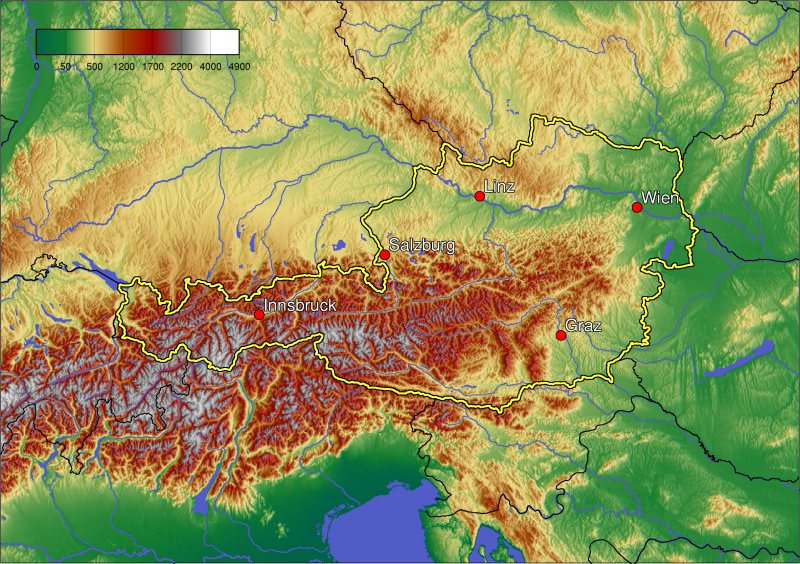
Topografisk karta över Österrike

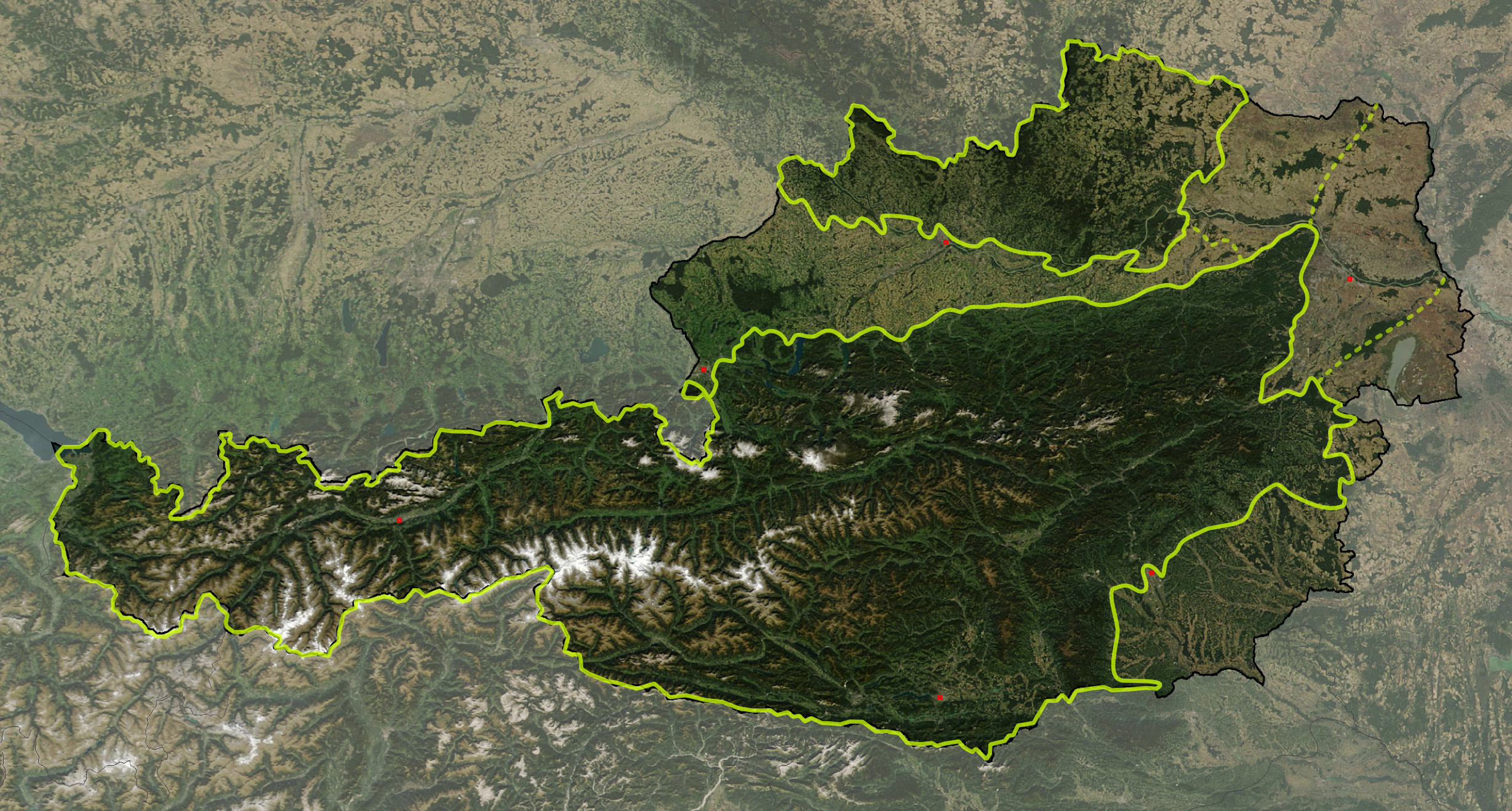
Österrikes fem landskapsregioner

Österrike är en inlandsstat i södra Centraleuropa. Österrike gränsar till Tyskland och Tjeckien i norr, Slovakien och Ungern i öster, Slovenien och Italien i söder och Schweiz och Liechtenstein i väster. Med en yta på 83 879 km² är staten lite mindre än Ungern men lite större än Tjeckien. Österrike sträcker sig som mest över 573 km i öst-västlig riktning och 294 km i nord-sydlig riktning.
Österrike består av fem landskapsregioner. Den största delen (över 63 procent av ytan) upptas av Östalperna som sträcker sig från gränssjön Bodensjön i väster fram till Wien i öster. Enbart en tredjedel av landets yta ligger under 500 m ö.h. Därför kallas Österrike i vardagliga sammanhang även för Alpernas republik (tyska: Alpenrepublik). Norr om Alperna och längs med Donau ligger utlöparna av Alperna och i norra Niederösterreich utlöparna av Karpaterna (tyska: Alpen- und Karpatenvorland). Norr om Donau i Oberösterreich och Niederösterreich ligger höglandet Granit- und Gneishochland som är den österrikiska delen av Böhmiska massivet. Wienerbäckenet i och nordost om Wien är ett slättlandskap mellan Alperna och Karpaterna där Marchfältet ligger. I Burgenland och södra delen av Steiermark utbreder sig en låglandsregion som är del av Pannoniska bäckenet.

### Topografi

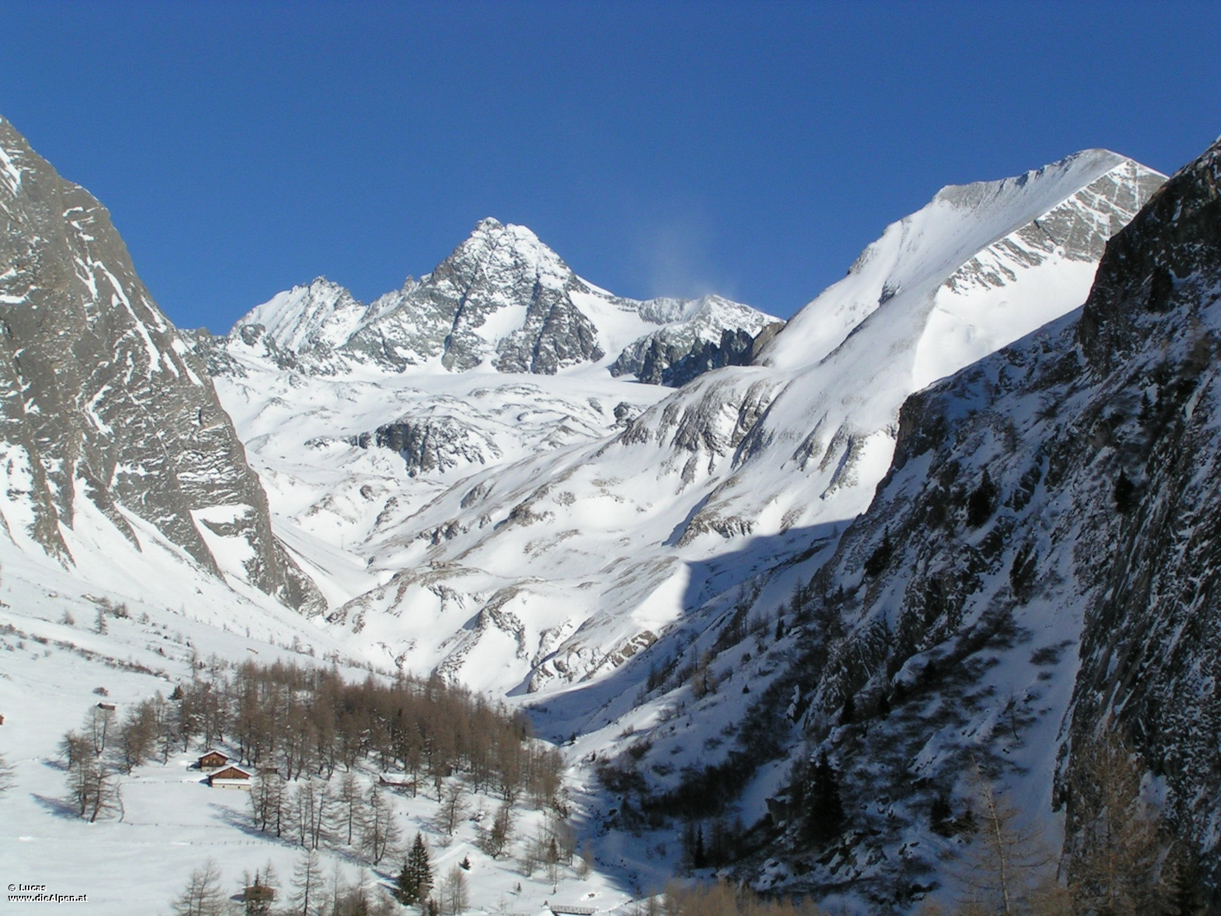
Grossglockner är Österrikes högsta berg.

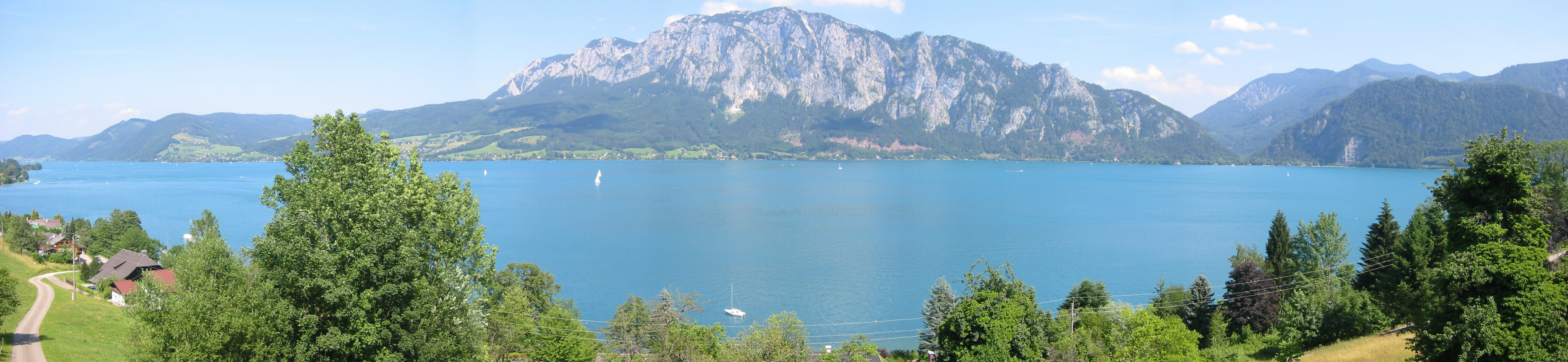
Attersee är Österrikes tredje största sjö.

I Alperna i bergsregionen Hohe Tauern ligger Österrikes högsta berg Grossglockner, 3 798 m ö.h. Om man räknar med sekundära toppar finns det nästan tusen berg som är högre än 3 000 m ö.h. De flesta av dessa ligger i Hohe Tauern och Ötztalalperna. Det finns också ett trettiotal glaciärer varav Pasterze vid Grossglockner är den största med än längd på över 8 km. Österrikes lägsta punkt ligger i kommunen Apetlon i Burgenland och är på 114 m ö.h.

### Hydrografi
Den största sjön är Bodensjön i Vorarlberg på 538,5 km² som Österrike delar med Tyskland och Schweiz. Neusiedlersjön i Burgenland som är på 315 km² är den näst största sjön och tillhör delvis också Ungern. Den största sjön vars yta helt och hållet ligger på österrikisk mark är Attersee på 46 km² i Oberösterreich.
Österrikes största flod är Donau med en längd på 350 km inom de österrikiska gränserna. Nästan hela Österrike avvattnas av Donau till Svarta havet. Rhen avvattnar dock den största delen av Vorarlberg till Nordsjön. I övriga Österrike är Lainsitz, en mindre flod i norra Niederösterreich, den enda flod som mynnar i Elbe i Tjeckien som i sin tur rinner ut i Nordsjön.
De största bifloderna till Donau är (från väst till öst) Lech, Isar och Inn som avvattnar Tyrolen och mynnar i Donau i Bayern. Salzach som mynnar i Inn avvattnar största delen av Salzburg. Traun, Enns, Ybbs, Erlauf, Pielach, Traisen, Wien och Leitha avvattnar områden som ligger söder om Donau i Oberösterreich, Steiermark, Niederösterreich, Wien och Burgenland. Grosse Mühl, Aist, Kamp och Thaya avvattnar områden som ligger norr om Donau i Ober- och Niederösterreich. Mura avvattnar delar av Salzburg och Steiermark och mynnar i Kroatien i Drava som i sin tur avvattnar Östtyrolen och Kärnten och mynnar i Donau vid den kroatisk-serbiska gränsen.

### Klimat
| Den varmaste temperaturen någonsin uppmättes i Bad Deutsch-Altenburg med 40,5 °C den 8 augusti 2013 och den kallaste temperaturen på berget Sonnblick med −37,4 °C den 1 januari 1905. |  | Den varmaste temperaturen någonsin uppmättes i Bad Deutsch-Altenburg med 40,5 °C den 8 augusti 2013 och den kallaste temperaturen på berget Sonnblick med −37,4 °C den 1 januari 1905. |
| Den varmaste temperaturen någonsin uppmättes i Bad Deutsch-Altenburg med 40,5 °C den 8 augusti 2013 och den kallaste temperaturen på berget Sonnblick med −37,4 °C den 1 januari 1905. |  | |

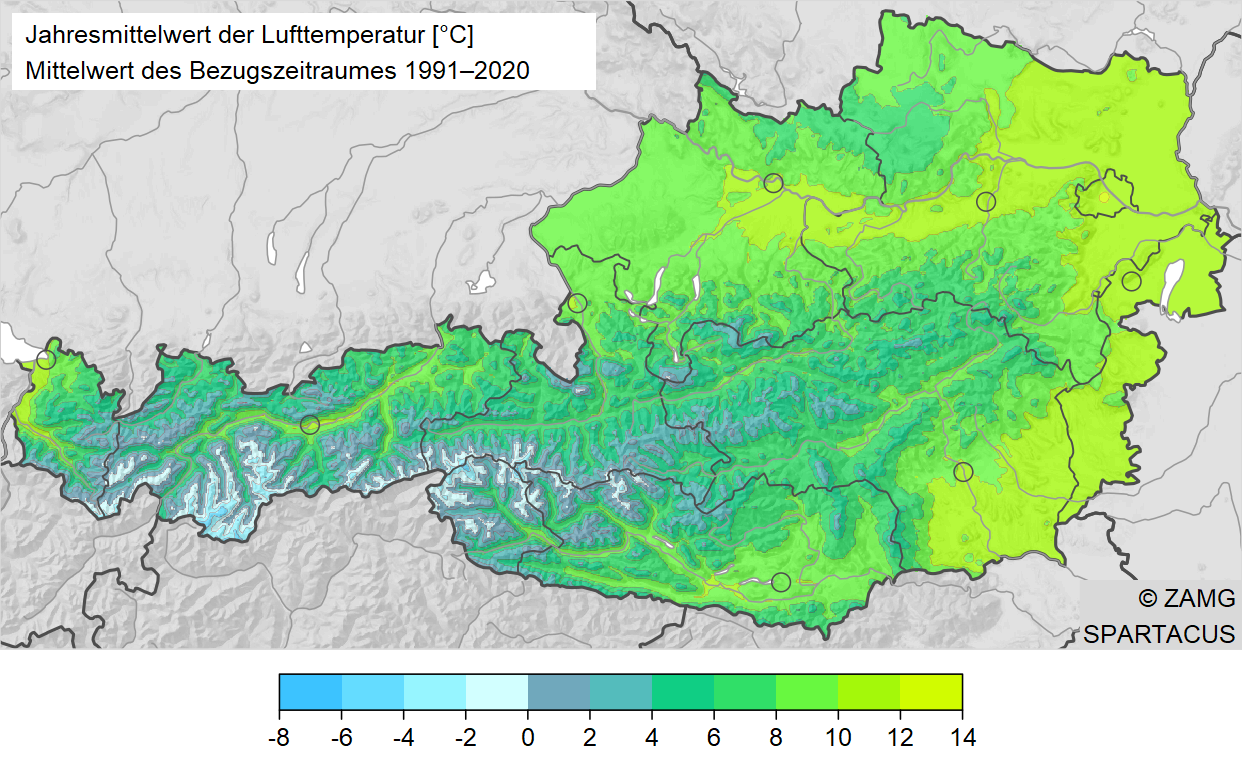
Medeltemperatur i Österrike

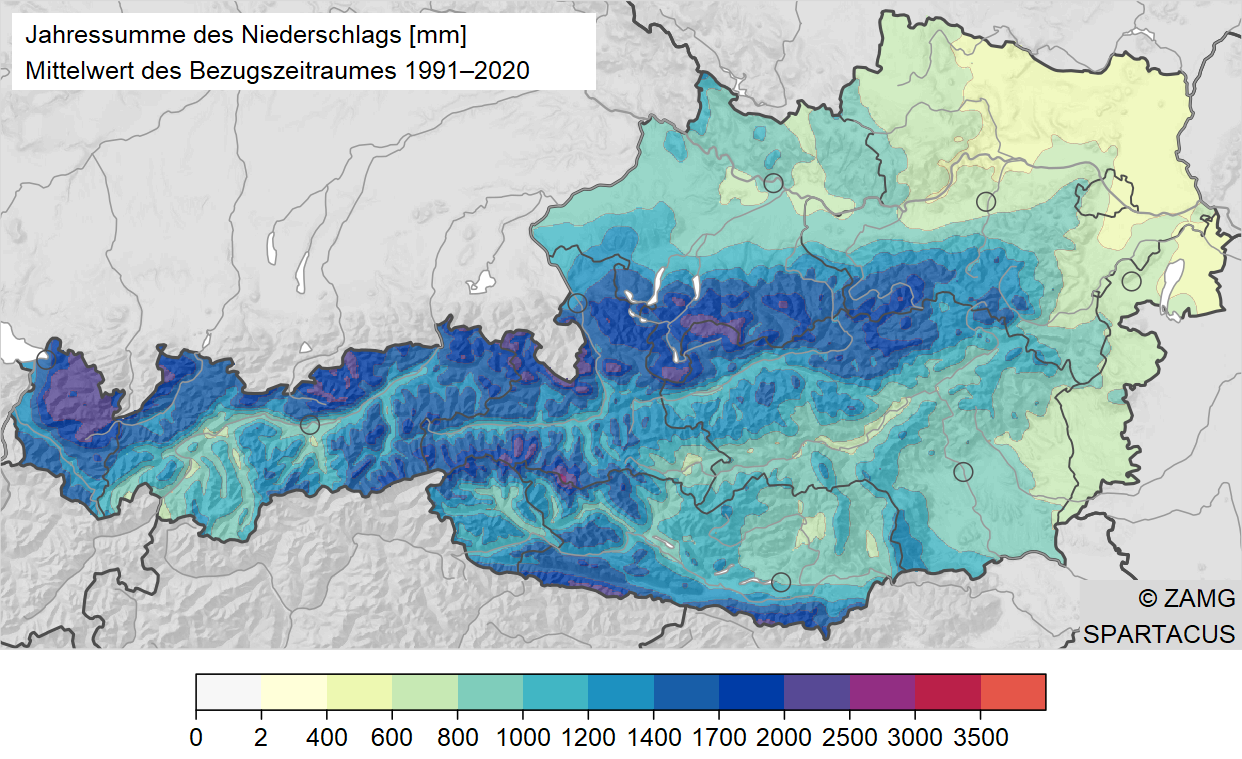
Årsnederbörd i Österrike

Österrike ligger i den tempererade klimatzonen. Dess läge i västvindbältena gör att västliga vindar bestämmer väderförhållandena. I landets västra del råder ett maritimt klimat med fuktiga västvindar som medför mycket nederbörd och gör att vintrarna är relativt milda och somrarna varma. I öster övergår klimatet till ett kontinentalklimat som kännetecknas av varma somrar, kalla vintrar och mindre nederbörd. Dessutom påverkas det lokala klimatet starkt av den bergiga topografin. I bergen övergår klimatet först till ett tundraklimat och sedan vid de högsta topparna i Alperna till ett polarklimat.
Eftersom Alperna sträcker sig i väst-östlig riktning genom Österrike kan såväl kalla polarvindar från norr som varma vindar från söder nå landet. De sällsynta varma vindarna från söder ger upphov till föhnvinden i Alperna.
Den årliga medeltemperaturen varierar från 11 °C i och runt om Wien till under −9 °C på toppen av Grossglockner. I de tätbefolkade områdena vid sidan av Alperna ligger den mellan 8 och 10 °C. Januari är den kallaste och juli den varmaste månaden förutom i alpina regioner där februari är den kallaste och augusti den varmaste månaden. Dagstemperaturen i juli och augusti stiger inte sällan över 30 °C och när luftfuktigheten är hög kan kraftiga oväder med hagel uppstå.
Medelnederbörden är ungefär 1 100 mm på årsbasis. Under april till september faller 60 procent av den årliga mängden och resterande del under oktober till mars. På grund av det maritima klimatets avtagande effekt från väst till öst minskar nederbörden i samma riktning. Medelnederbörden i Wien är därför ungefär hälften så hög som i Salzburg. Nederbörden är högst längs med Alperna där upp till 3 000 mm kan falla årligen. Under vintern resulterar den i stora mängder snö medan under sommaren kan kraftiga regnskurar medföra översvämningar och jordskred. Den östra och sydöstra delen av landet drabbas ibland av torka.
Klimattabell för Wien (i östra Österrike):
|                                            | Jan  | Feb  | Mar  | Apr  | Maj  | Jun  | Jul  | Aug  | Sep  | Okt  | Nov | Dec  |
| ------------------------------------------ | ---- | ---- | ---- | ---- | ---- | ---- | ---- | ---- | ---- | ---- | --- | ---- |
| Normaldygnets maximitemperaturs medelvärde | 3,2  | 5,2  | 10,3 | 16,2 | 21,1 | 24,0 | 26,5 | 26,0 | 20,6 | 14,6 | 8,1 | 3,6  |
| Normaldygnets minimitemperaturs medelvärde | −1,9 | −1,0 | 2,4  | 6,3  | 10,9 | 14,0 | 15,9 | 15,7 | 11,9 | 7,3  | 3,0 | −0,8 |
|                                            |      |      |      |      |      |      |      |      |      |      |     |      |
| Nederbörd                                  | 38   | 40   | 51   | 45   | 69   | 70   | 70   | 72   | 61   | 38   | 49  | 48   |

| Diagram | temperaturer i °C • månadsnederbörd i mm • Källa: ZAMG (1981-2010) | temperaturer i °C • månadsnederbörd i mm • Källa: ZAMG (1981-2010) | temperaturer i °C • månadsnederbörd i mm • Källa: ZAMG (1981-2010) | temperaturer i °C • månadsnederbörd i mm • Källa: ZAMG (1981-2010) | temperaturer i °C • månadsnederbörd i mm • Källa: ZAMG (1981-2010) | temperaturer i °C • månadsnederbörd i mm • Källa: ZAMG (1981-2010) | temperaturer i °C • månadsnederbörd i mm • Källa: ZAMG (1981-2010) | temperaturer i °C • månadsnederbörd i mm • Källa: ZAMG (1981-2010) | temperaturer i °C • månadsnederbörd i mm • Källa: ZAMG (1981-2010) | temperaturer i °C • månadsnederbörd i mm • Källa: ZAMG (1981-2010) | temperaturer i °C • månadsnederbörd i mm • Källa: ZAMG (1981-2010) | temperaturer i °C • månadsnederbörd i mm • Källa: ZAMG (1981-2010) |
|         | 38 3 -2                                                            | 40 5 -1                                                            | 51 10 2                                                            | 45 16 6                                                            | 69 21 11                                                           | 70 24 14                                                           | 70 27 16                                                           | 72 26 16                                                           | 61 21 12                                                           | 38 15 7                                                            | 49 8 3                                                             | 48 4 -1                                                            |

Klimattabell för Innsbruck (i västra Österrike):
|                                            | Jan  | Feb  | Mar  | Apr  | Maj  | Jun  | Jul  | Aug  | Sep  | Okt  | Nov | Dec  |
| ------------------------------------------ | ---- | ---- | ---- | ---- | ---- | ---- | ---- | ---- | ---- | ---- | --- | ---- |
| Normaldygnets maximitemperaturs medelvärde | 3,6  | 6,4  | 11,8 | 16,3 | 21,4 | 23,8 | 26,0 | 25,1 | 20,8 | 16,0 | 8,6 | 3,8  |
| Normaldygnets minimitemperaturs medelvärde | −4,0 | −2,8 | 1,0  | 4,7  | 9,1  | 12,0 | 13,9 | 13,6 | 10,2 | 6,1  | 1,0 | −2,7 |
|                                            |      |      |      |      |      |      |      |      |      |      |     |      |
| Nederbörd                                  | 42   | 41   | 57   | 58   | 84   | 115  | 136  | 130  | 80   | 59   | 60  | 51   |

| Diagram | temperaturer i °C • månadsnederbörd i mm • Källa: ZAMG (1981-2010) | temperaturer i °C • månadsnederbörd i mm • Källa: ZAMG (1981-2010) | temperaturer i °C • månadsnederbörd i mm • Källa: ZAMG (1981-2010) | temperaturer i °C • månadsnederbörd i mm • Källa: ZAMG (1981-2010) | temperaturer i °C • månadsnederbörd i mm • Källa: ZAMG (1981-2010) | temperaturer i °C • månadsnederbörd i mm • Källa: ZAMG (1981-2010) | temperaturer i °C • månadsnederbörd i mm • Källa: ZAMG (1981-2010) | temperaturer i °C • månadsnederbörd i mm • Källa: ZAMG (1981-2010) | temperaturer i °C • månadsnederbörd i mm • Källa: ZAMG (1981-2010) | temperaturer i °C • månadsnederbörd i mm • Källa: ZAMG (1981-2010) | temperaturer i °C • månadsnederbörd i mm • Källa: ZAMG (1981-2010) | temperaturer i °C • månadsnederbörd i mm • Källa: ZAMG (1981-2010) |
|         | 42 4 -4                                                            | 41 6 -3                                                            | 57 12 1                                                            | 58 16 5                                                            | 84 21 9                                                            | 115 24 12                                                          | 136 26 14                                                          | 130 25 14                                                          | 80 21 10                                                           | 59 16 6                                                            | 60 9 1                                                             | 51 4 -3                                                            |

### Växt- och djurliv
| Gentiana och edelweiss är symboler för Österrikes alpina flora. |  | Gentiana och edelweiss är symboler för Österrikes alpina flora. |
| Gentiana och edelweiss är symboler för Österrikes alpina flora. |  |                                                                 |

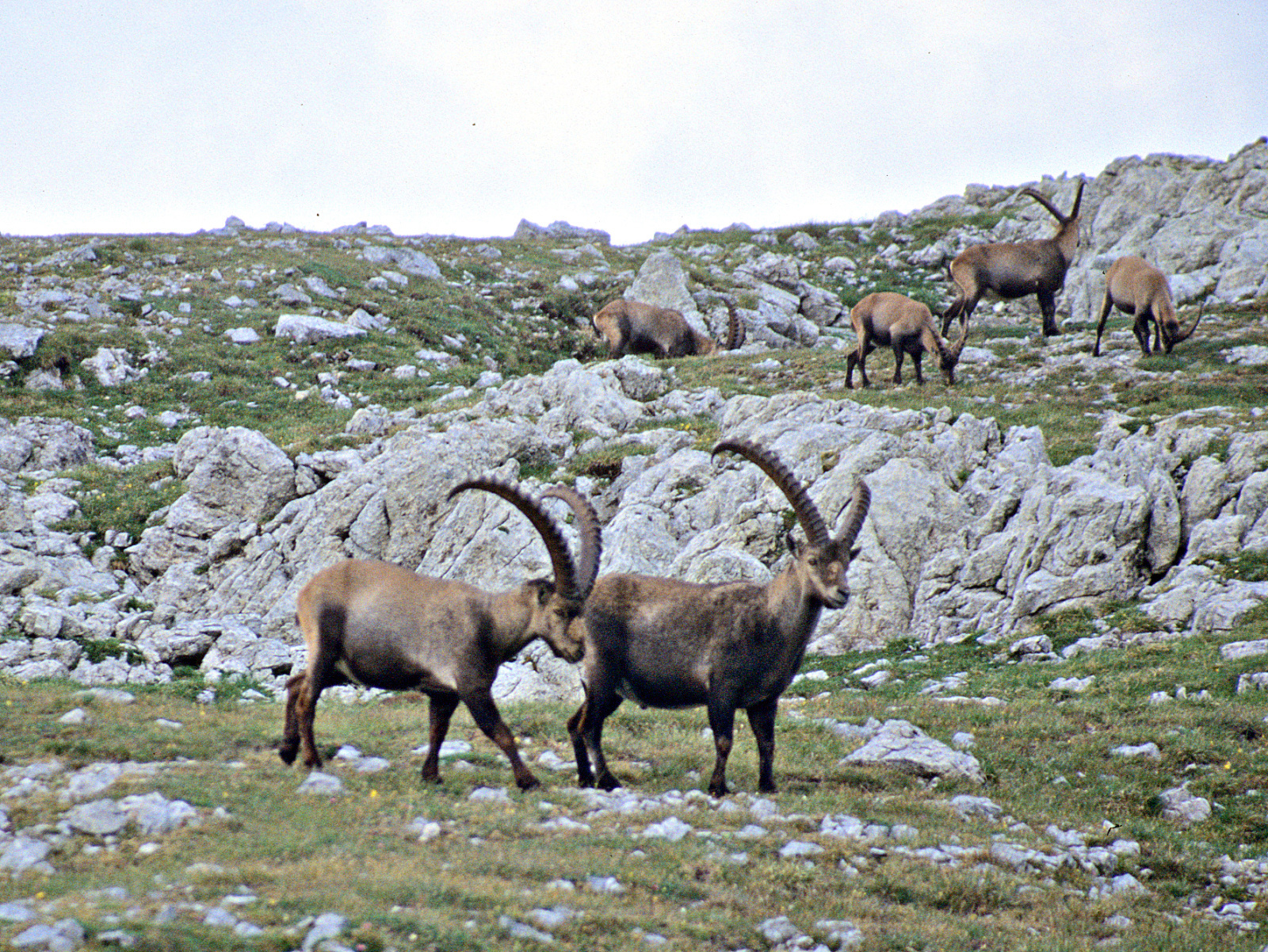
Stenbocken lever i Alperna.

I Österrike finns det cirka 3 000 inhemska kärlväxter, varav två femtedelar klassades som utrotningshotade 1999. 48 procent av Österrikes yta täcks av skog. Den österrikiska skogen har utökad sin andel under de senaste decennierna främst på bekostnad av ängar. I lägre områden upp till 500 m ö.h. består den huvudsakligen av lövskog av bok och ek men även av lönn och ask. Över denna nivå finns blandskog som består främst av bok och gran. Gran dominerar på höjder över 1 500 m ö.h. men även tall och lärk förekommer i barrskog. Trädgränsen ligger på cirka 1 800 m ö.h.
I Alperna finns det ett stort antal sällsynta växtarter, varav många är fridlysta. I synnerhet gentiana, edelweiss och vivor anses som nationella symboler även om de inte är typiska för hela Österrike utan endast förekommer i Alperna. Dessa blommor pryder även baksidan av de österrikiska 1-, 2- respektive 5-centmynten. Norr och söder om Alperna dominerar ängar och blandskog landskapet. Bortsett från åkrar präglas landskapet i den östra platta delen av landet av lövskog, buskar och hedar.
I Österrike förekommer uppskattningsvis 45 000 djurarter, varav 98,6 procent är ryggradslösa djur. Djurens spridning beror på naturförhållandena. I alperna finns bland andra gems, stenbock, murmeldjur, alpsalamander och huggorm samt rovfåglar som kungsörn och lammgam. I skogen och på ängar lever rådjur, kronhjort, dovhjort, fälthare, tjäder och fasan och mindre rovdjur som rödräv, grävling, hermelin och mård. De stora rovdjuren varg, lodjur och brunbjörn har varit utrotade men idag finns det igen mindre populationer av de två sistnämnda arterna. Vid och i floder och sjöar finns det bäver och utter och fiskar som regnbågsöring, harr och bäckröding är vanligt förekommande. Fuktiga områden längs med Donau samt Neusiedlersjön skapar goda levnadsvillkor för fåglar som stork, häger, rördrom och grågås.

### Naturskydd
Österrikes skiftande topografi och klimat avspeglas i ett stort antal växt- och djurarter. För att skydda dessa har sex nationalparker (Donau-Auen, Gesäuse, Hohe Tauern, Kalkalpen, Neusiedler See-Seewinkel, Thayatal) och många naturreservat inrättats under de senaste decennierna. Neusiedlersjön, Salzkammergut och Wachau är områden som ingår i Unescos världsarvlista, inte bara som kulturarv utan också som naturarv.

## Styre och politik

### Författning och styre
Österrike är en parlamentarisk-demokratisk förbundsrepublik. Den bygger på sex principer som är förankrade i författningen. Den demokratiska principen fastställer att all politisk makt i samhället måste vara legitimerad av folket, antingen indirekt genom valda församlingar (nationalrådet, lantdagar, kommunfullmäktige) eller direkt genom folkinitiativ (tyska: Volksbegehren) eller folkomröstning (tyska: Volksabstimmung och Volksbefragung). Den republikanska principen är ett tydligt avvisande av den tidigare monarkiska statsformen och innebär att statschefen måste vara utsedd av folket. Den federala principen slår fast att Österrike varken är en konfederation eller en enhetsstat utan en federation, som betyder att statsfunktionerna är uppdelade mellan förbundsstaten och förbundsländerna både när det gäller lagstiftning och verkställande. Den rättsstatliga principen innebär att all offentlig maktutövning måste vara baserad på rättsliga normer, som kan prövas av författningsdomstolen. Den liberala principen garanterar medborgarnas grundläggande rättigheter och maktdelningsprincipen avgör att den lagstiftande, den verkställande och den dömande makten ska vara oberoende av varandra.
Den kvinnliga rösträtten i Österrike kom till 1919, efter första världskriget och i samband med upprättandet av den första republiken.

#### Politiskt system
Österrikes politiska system är utformat enligt maktdelningsprincipen (se tabell nedan). Som medlemsstat av Europeiska unionen ingår Österrike i dess system vilket ligger ovanpå det nationella systemet.
| Nivå               | Lagstiftande makt | Verkställande makt | Dömande makt |
| ------------------ | --- | --- | --- |
| Europeiska unionen | Europaparlamentet (705 ledamöter, varav 19 från Österrike) Europeiska unionens råd (en minister från Österrike i respektive rådskonstellation) | Europeiska kommissionen - Europeiska kommissionens ordförande - 27 kommissionärer (varav en från Österrike)                                                | Europeiska unionens domstol (en domare från Österrike i domstolen och en i tribunalen) ej del av EU: Europadomstolen (en domare från Österrike) |
| Federal nivå       | Nationalrådet (183 ledamöter) Förbundsrådet (61 ledamöter)                                                                                     | Förbundspresident Förbundsregering - Förbundskansler - Minister                                                                                            | Offentlig-rättsliga domstolar - Författningsdomstol - Förvaltningsdomstol - Bundesverwaltungsgericht - Bundesfinanzgericht Allmänna domstolar - Högsta domstolen (högsta instans) - 4 Överförbundslandsdomstol (2:a instans) - 20 Förbundslandsdomstol (1:a instans) - 119 Distriktsdomstol (1:a instans) |
| Förbundsland       | Lantdag (9 lantdagar med totalt 448 ledamöter)                                                                                                 | Förbundslandsregering Förbundslandsregeringschef (Landeshauptmann)                                                                                         | Landesverwaltungsgericht |
| Distrikt           | | Distriktsstyrelse - Bezirkshauptmannschaft Distriktschef (Bezirkshauptmann) - Magistrat (i städer som utgör ett eget distrikt) Borgmästare (Bürgermeister) | |
| Kommun             | | Borgmästare (Bürgermeister) Kommunstyrelsen (Gemeindevorstand, Stadtrat eller Stadtsenat) Kommunfullmäktige (Gemeinderat eller Gemeindevertretung)         | |

#### Nationell nivå
Förbundspresident
Statschef är förbundspresidenten, som väljs av folket, det vill säga alla österrikiska medborgare som fyllt 16 år, vart sjätte år. Dess mandatperiod kan förnyas en gång. Förbundspresidentens viktigaste politiska uppgift är att utse förbundskanslern (regeringschefen) och förbundsregeringen. Därutöver är förbundspresidenten formellt sett försvarsmaktens överbefälhavare och är den som representerar förbundsrepubliken utåt och ingår internationella avtal.
Parlament
Österrikes parlament består av två kamrar: nationalrådet och förbundsrådet.
- Nationalrådet är folkets företrädare och den lagstiftande parlamentskammaren. Det väljs av folket för en mandatperiod på fem år och har 183 ledamöter.
- Förbundsrådet representerar de nio förbundsländerna. Dess 61 ledamöter väljs av de nio lantdagarna (parlamenten på förbundslandsnivå) för samma mandatperiod som gäller för dem själva. Förbundsrådet medverkar i lagstiftningsprocessen och kontrollerar förbundsregeringens verksamhet. Dess inflytande är dock i praktiken begränsat.

Förbundsregering
Österrikes förbundsregering utses av förbundspresidenten. Den består av förbundskanslern, vicekanslern och ministrarna. Vicekanslern och ministrarna förestår ett departement (tyska: Bundesministerium).

#### Subnationell nivå
Förbundsländer
Österrike är en federal republik med nio förbundsländer (tyska: Bundesland), det vill säga delstater. Varje förbundsland har egen författning, lantdag (parlament på förbundslandsnivå) och förbundslandsregering. De folkvalda lantdagarna (tyska: Landtag) har rätt att lagstifta inom sitt kompetensområde. Lantdagen väljer förbundslandets regeringschef (tyska: Landeshauptmann), och de övriga regeringsmedlemmarna. Därutöver väljer lantdagen sina företrädare till förbundsrådet.
Distrikt och kommuner
Den regionala förvaltningen handhas av förbundsländerna, vilka i sin tur är indelade i distrikt (tyska: Bezirk) och kommuner (tyska: Gemeinde). Ett distrikt är en förvaltningsenhet mellan förbundslandet och kommunen men som saknar i motsats till de två sistnämnda enheterna självstyre. Högsta tjänstemannen är distriktschefen (tyska: Bezirkshauptmann) som utses av förbundslandsregeringen. Även distriktsstyrelsen och andra tjänstemän på distriktsnivå är anställda av förbundslandet. På distriktsnivå finns således inga valda företrädare av folket.
Distrikten är indelade i kommuner. En kommun är den lägsta administrativa enheten för lokal självstyrelse i Österrike. Kommunerna styrs av folkvalda församlingar, det vill säga kommunfullmäktige (tyska: Gemeinderat eller Gemeindevertretung). Kommunfullmäktige utser bland sig själv ledamöter till kommunstyrelsen (tyska: Gemeindevorstand, Stadtrat eller Stadtsenat). Kommunstyrelsens ordförande är borgmästaren som antingen väljs av kommunfullmäktige eller direkt i allmänna val beroende på vilket förbundsland kommunen tillhör. I kommuner som utgör ett eget distrikt (tyska: Statutarstadt) sammanfaller rollen av distriktschefen och borgmästaren respektive distriktsstyrelsen och kommunstyrelsen.

### Administrativ indelning

Österrikes administrativa indelning

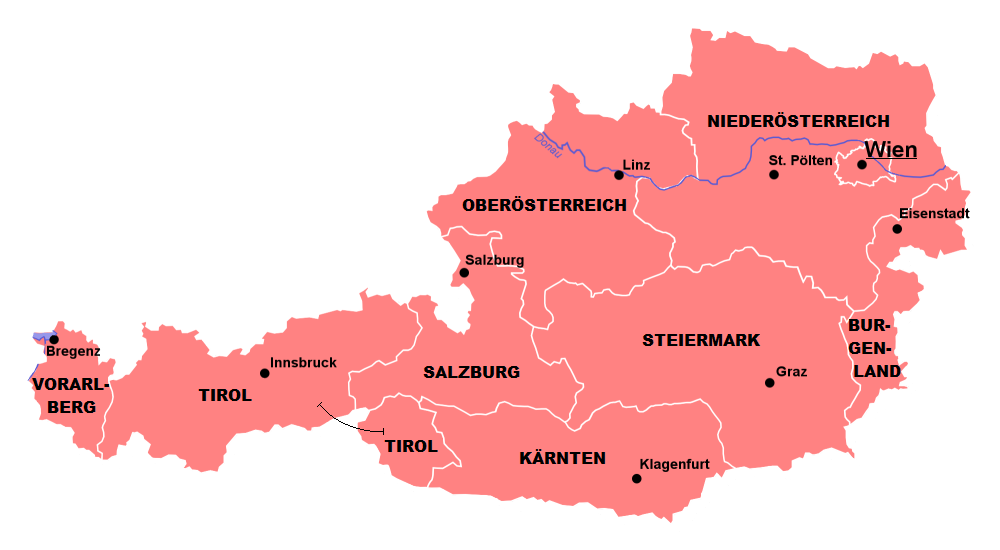
Österrikes nio förbundsländer och deras huvudstäder

Österrikes administrativa indelning är baserad på tre olika nivåer under den federala nivån. Dessa är 9 förbundsländer (tyska: Bundesland), 95 distrikt (tyska: Bezirk) och 2 100 kommuner (tyska: Gemeinde). Huvudstaden är Wien och utgör ett eget förbundsland och räknas också som ett eget distrikt respektive en egen kommun. Tyrolen är det enda förbundsland vars yta inte är sammanhängande. Det beror på att när Österrike-Ungern delades upp efter första världskriget tillföll Sydtyrolen Italien, medan Tyrolens norra del och Östtyrolen tillföll Österrike.
Bland de 95 distrikten finns 80 vanliga distrikt som omfattar flera kommuner. De andra 15 distrikten består enbart av en enda kommun med så kallad stadsrätt (tyska: Statutarstadt). De flesta distrikt finns i Österrikes till ytan största förbundsland Niederösterreich (25 distrikt), följt av Oberösterreich (18), Steiermark (13), Kärnten (10), Burgenland (9), Tyrolen (9), Salzburg (6) och Vorarlberg (4).
De 2 100 kommunerna har i genomsnitt 4 100 invånare. Det finns 9 kommuner med fler än 50 000 invånare och 436 kommuner med mindre än 1 000 invånare. Österrikes största kommun är huvudstaden Wien med 1,8 miljoner invånare, medan den minsta kommunen är Gramais i Tyrolen med 46 invånare.

### Politik

#### Politiska partier

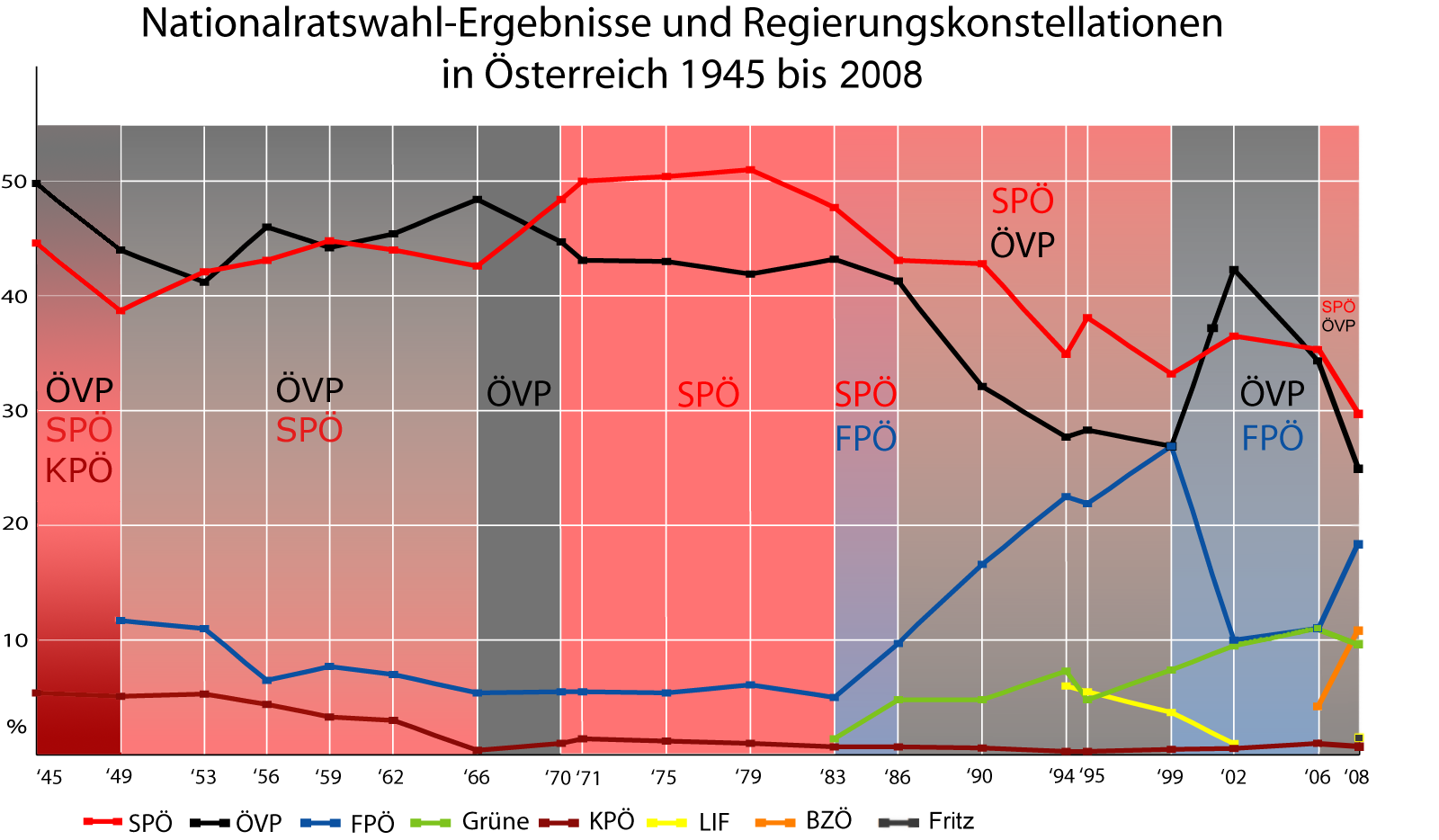
Resultat på val till nationalrådet sedan 1945; bakgrundfärgen återspeglar regerande partierna

Sedan sitt upprättande som republik har Österrikes politik präglats av två stora partier. Under första republiken var det Kristligtsociala partiet (CS) och Österrikes socialdemokratiska arbetarparti (SDAPÖ) som dominerade landets politiska scen. I andra republiken efterträddes dessa partier av det kristdemokratiska Folkpartiet (ÖVP) respektive Socialdemokraterna (SPÖ). Sedan slutet av andra världskriget har minst ett av dessa partier alltid suttit med i förbundsregeringen och alla förbundskanslerer har kommit från antingen SPÖ eller ÖVP. Mellan 1966 och 1970 hade ÖVP absolut majoritet i nationalrådet och regerade ensamt, medan SPÖ regerade ensamt från 1970 till 1983. Mellan 1945 och 1966, 1986–1999 och 2007–2017 bildade dessa partier trots sina ideologiska motsättningar en stor koalition. Väljarstödet för SPÖ och ÖVP har sjunkit under de senaste årtiondena. Vid val till nationalrådet 2013 uppnådde såväl SPÖ som ÖVP sitt dittills sämsta valresultat i andra republiken och fick tillsammans enbart drygt mer än hälften av rösterna.
Vid senaste valet 2019 valdes fem partier in i nationalrådet (183 ledamöter):

Regering
- Folkpartiet (ÖVP) (71)
- De gröna (GRÜNE) (26)

Opposition
- Socialdemokraterna (SPÖ) (40)
- Frihetspartiet (FPÖ) (30)
- NEOS (15)
- Politisk vilde (1)

Även om främst SPÖ och ÖVP har präglat Österrikes politik finns det andra partier som har påverkat den. Under de första åren efter andra världskriget styrdes Österrike av en samlingsregering där ÖVP, SPÖ och Kommunistiska partiet (KPÖ) ingick. Sedan 1960-talet spelar KPÖ dock inte längre någon roll på federal nivå.

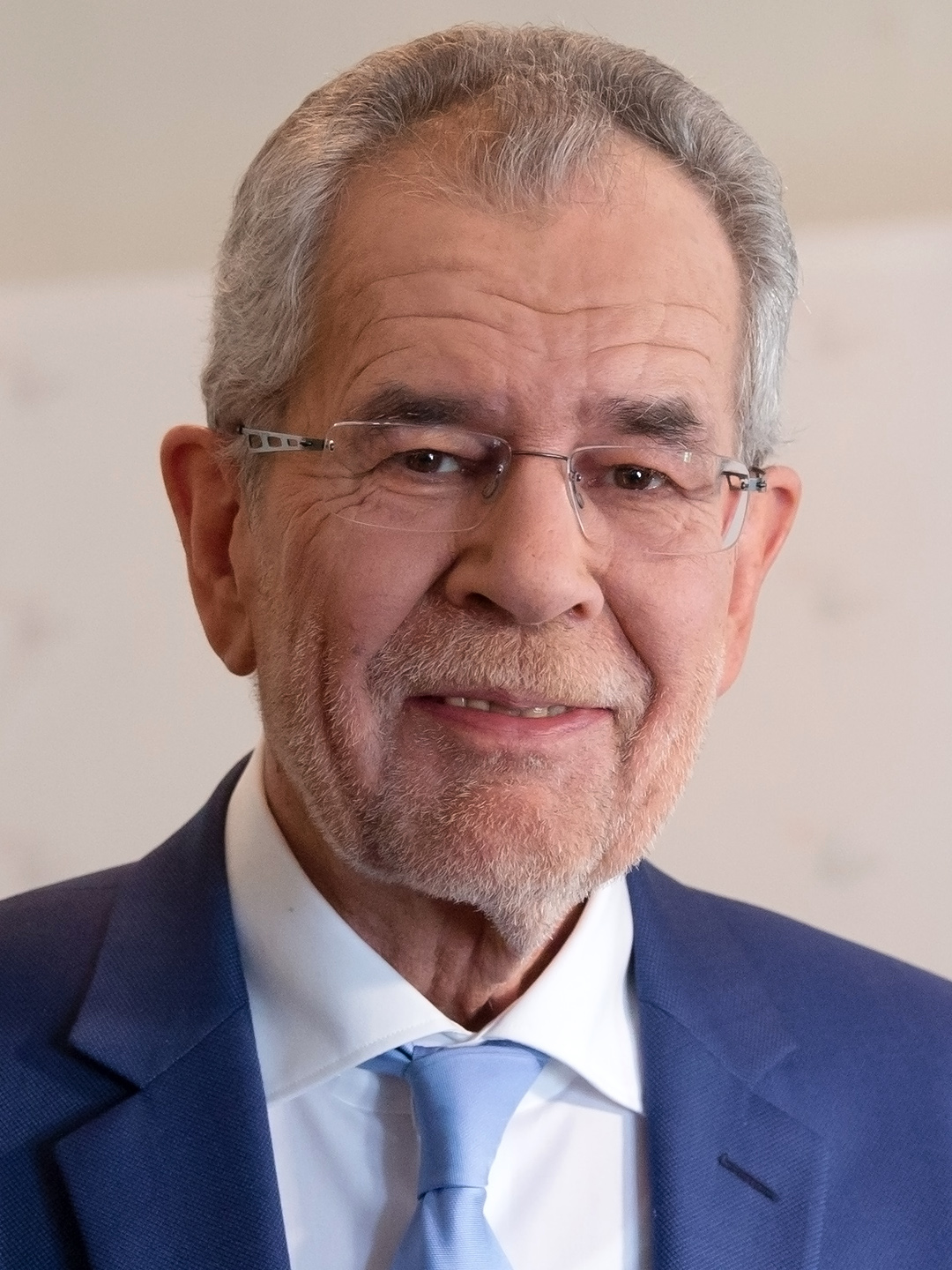
Alexander Van der Bellen är Österrikes president sedan 2017.

1956 grundades Frihetspartiet (FPÖ) som hade sina rötter i det så kallade tredje skiktet som bestod av liberaler och tysknationella. FPÖ skulle fungera som en motsats till de två andra skikten, det socialistiska skiktet representerat av SPÖ och det katolsk-konservativa skiktet representerat av ÖVP. 1983 bildade SPÖ en koalition med det då liberala FPÖ som höll fram till 1986 när Jörg Haider blev FPÖ:s partiledare. Haiders övertagande innebar en politisk förskjutning i högernationalistisk och högerpopulistisk riktning och samtidigt började FPÖ:s väljarstöd öka kraftigt. I valet 1999 blev FPÖ näst största parti och bildade sedermera en koalition med ÖVP fram till 2005. 2005 gick FPÖ igenom en splittring när Jörg Haider grundade Alliansen för Österrikes framtid (BZÖ) som då ersatte FPÖ som ÖVP:s koalitionspartner. Efter Haiders död 2008 minskade BZÖ:s popularitet. I september 2012 upprättade mångmiljardären Frank Stronach sitt eget parti, det populistiska och euroskeptiska Team Stronach (TS), som från första början var representerat i nationalrådet genom att huvudsakligen ledamöter från BZÖ hade gått över till TS. I valet 2013 åkte BZÖ ut ur nationalrådet följt av TS i valet 2017. I valet 2017 uppnådde FPÖ sitt näst bästa resultat någonsin och bildade sedermera en koalition med ÖVP, medan FPÖ:s stöd minskade kraftigt i valet 2019 till följd av den så kallade "Ibiza-skandalen" som hade gjort att koalitionen brutits upp.
Som följd av FPÖ:s utveckling till ett högernationalistiskt parti lämnade de liberala krafterna inom FPÖ partiet 1993 och bildade därefter Liberala forumet (LIF). LIF hade inte några stora politiska framgångar och åkte ut ur nationalrådet 1999. Inför nationalrådsvalet 2013 bildade LIF en valallians med NEOS, ett liberalt parti som hade grundats 2012. Denna valallians fick 5 procent av rösterna vid valet 2013 och lyckades därmed att komma in i nationalrådet. I januari 2014 slogs NEOS och LIF samman. I valet 2019 uppnådde NEOS det bästa resultatet för ett liberalt parti någonsin.
Under 1970-talet pågick en stor kärnkraftsdebatt i Österrike och ett kärnkraftverk i Zwentendorf, Niederösterreich, som hade byggts togs aldrig i bruk efter ett negativt utfall vid en beslutande folkomröstning 1978. Detta tillsammans med ett framgångsrikt motstånd mot byggandet av ett vattenkraftverk i Hainburg an der Donau 1984 anses som födelsen av den österrikiska miljörörelsen. Sedan 1986 har De gröna (GRÜNE) varit representerade i nationalrådet och har intagit en fast plats på vänstersidan av det politiska spektrumet. Efter att såväl ungdomsförbundet som den framstående politikern Peter Pilz bröt sig ur partiet inför nationalrådsvalet 2017, åkte De gröna ut ur nationalrådet i det valet, medan Peter Pilz lista (PILZ) tog sig in. I valet 2019 åkte PILZ ut ur nationalrådet medan De gröna uppnådde sitt bästa resultat någonsin och sedermera bildade en koalitionsregering tillsammans med ÖVP.
I januari 2020 fick Österrike en regering under ledning av förbundskansler Sebastian Kurz. Hans konservativa parti ÖVP hade kommit överens om regeringssamarbete med miljöpartiet De gröna och den benämns ibland turkosgrön efter partiernas färger.  I oktober 2021 avgick Kurz efter korruptionsanklagelser. Sedan december 2021 är Karl Nehammer (ÖVP) förbundskansler.

#### Sociala partnerskapet och kamrar
Ett karakteristiskt företeelse i Österrikes politiska system är offentliga intresseorganisationer med oftast obligatoriskt medlemskap, som kallas för kammare (tyska: Kammer). Hela systemet, som har korporativistiska drag, kallas för Sociala partnerskapet (tyska: Sozialpartnerschaft) och har som syfte att samordna relationen mellan arbetsmarknadens parter, det vill säga företrädare för arbetsgivare och arbetstagare. Rollen av Sociala partnerskapet är inte bara begränsad till direkta frågor mellan arbetsgivare och arbetstagare, såsom kollektivavtal, utan syftar på att lösa intressekonflikter inom det hela ekonomiska och sociala området. Sociala partnerskapet medverkar aktivt i när ett lagstiftningsförslag utarbetas av förbundsregeringen. Oftast är det Sociala partnerskapet som ger impulser till skapandet av nya rättsliga bestämmelser eller ändringar av dessa. Sociala partnerskapet anses ha bidragit mycket till den ekonomiska, sociala och politiska stabiliteten och den sociala freden i Österrike.
I Österrike bildas Sociala partnerskapet av fyra intresseorganisationer (tyska: Sozialpartner). Arbetstagare företräds av två SPÖ-dominerade organisationer, Arbetarkammaren (tyska: Arbeiterkammer (AK)) som alla arbetstagare obligatoriskt är anslutna till och Österrikiska fackföreningsförbundet (tyska: Österreichischer Gewerkschaftsbund (ÖGB)) vars medlemskap är frivilligt. Arbetsgivare företräds av det ÖVP-dominerade Näringslivkammaren (tyska: Wirtschaftskammer Österreich (WKÖ)) där alla företag är tvångsanslutna till. Den fjärde intresseorganisationen är det ÖVP-dominerade Jordbrukskammaren (tyska: Landwirtschaftskammer (LK)) som alla bönder tillhör.
Därutöver har andra självständiga yrkesgrupper obligatoriskt medlemskap i olika kamrar, såsom advokater i Advokatkammaren (tyska: Rechtsanwaltskammer), läkare i Läkarkammaren (tyska: Ärztekammer), apotekare i Apotekarkammaren (tyska: Apothekerkammer) m.m. Dessa ingår inte i Sociala partnerskapet men påverkar lagstiftningen på motsvarande sätt i sitt respektive område.

### Internationella relationer

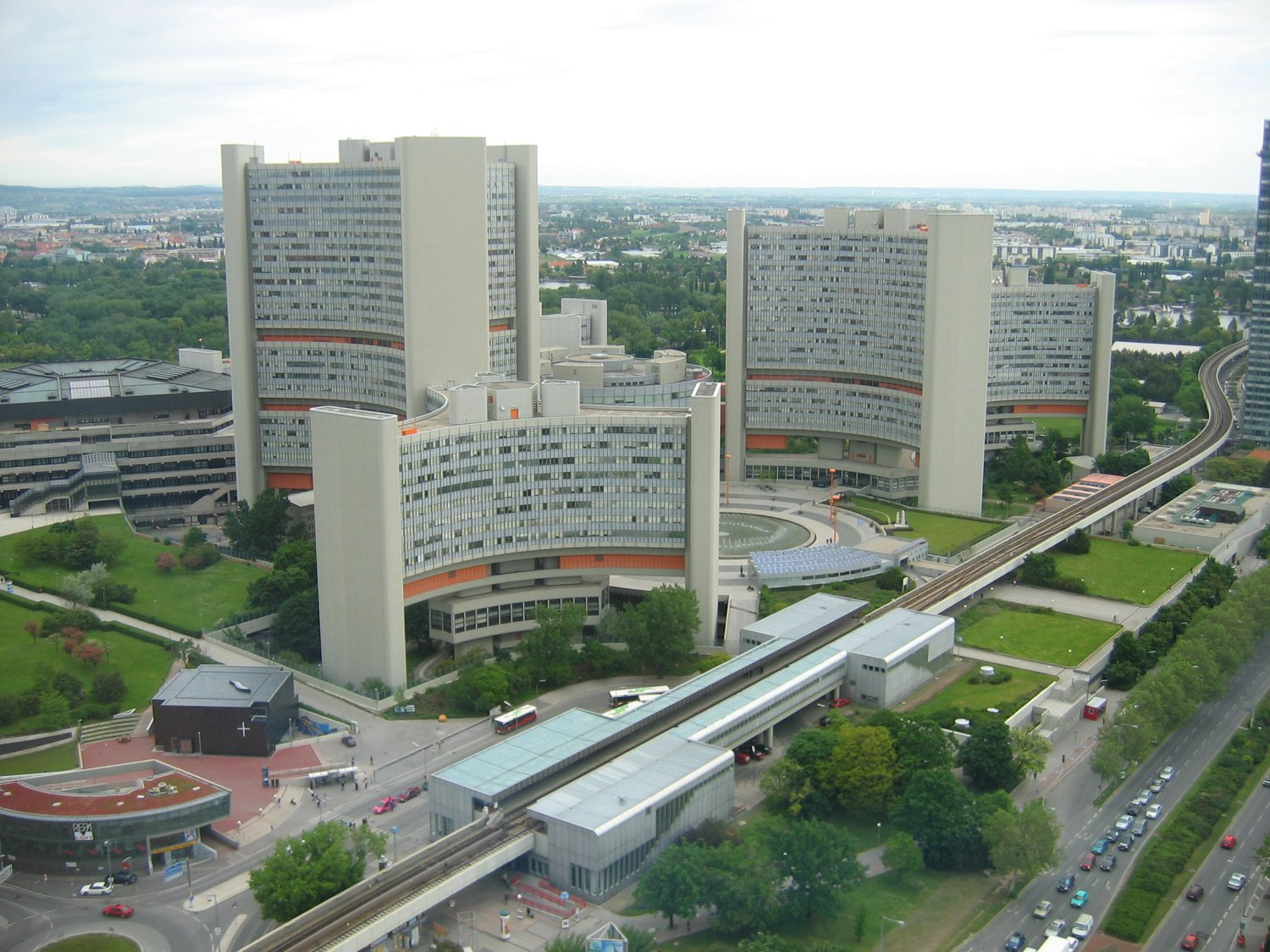
Förenta nationerna har ett permanent säte i Wien.

Sedan anslutningen av Tjeckien, Slovakien, Ungern och Slovenien till Europeiska unionen 1 maj 2004 är Österrike omgivet endast av andra EU-medlemsstater, med undantag av Schweiz och Liechtenstein. Dess säkerhetspolitik är därför inriktad på kampen mot terrorism och internationell verksamhet av armén inom ramar av Europeiska unionen och Förenta nationerna.
26 oktober 1955, dagen efter den sista utländska soldaten lämnade Österrike efter ockupationen efter andra världskriget beslutade nationalrådet om den permanenta neutraliteten som förankrades i grundlagen. Drygt en månad därefter blev Österrike medlem i Förenta nationerna 14 december 1955. Under kalla kriget stod Österrike emellan de två motstående blocken, västblocket och östblocket. Enligt neutralitetslagen förhöll Österrike sig neutralt gentemot båda maktblocken, även om det från början sympatiserade med de västerländska ländernas syn på demokrati, ekonomi och politik. Fram till järnridåns fall bestod Österrikes utrikespolitik ofta i att skapa stabilitet i regionen och bidra till nya samarbeten i öst-västliga förbindelserna.
Under kalla kriget blev Wien attraktivt som internationell konferensstad, eftersom sammanträden kunde hållas på ett område som varken tillhörde Nato eller Warszawapakten. I detta sammanhang blev Wien 1980 Förenta nationernas tredje permanenta säte jämte New York och Genève. Andra internationella institutioner som har sitt säte i Wien är, bland andra, Internationella atomenergiorganet (IAEA), de oljeproducerande staternas organisation OPEC och Organisationen för säkerhet och samarbete i Europa (OSSE).
1 januari 1995 anslöt Österrike sig till Europeiska unionen. Trots Österrikes medlemskap i Europeiska unionen gäller fortfarande den militära alliansfriheten och militärbaser av utländska arméer får inte vara på österrikiskt territorium. Emellertid deltar Österrike i EU:s gemensamma säkerhets- och försvarspolitik. Dessutom är Österrike inte medlem i Nato dock deltar landet i Partnerskap för fred-projektet.

### Försvar

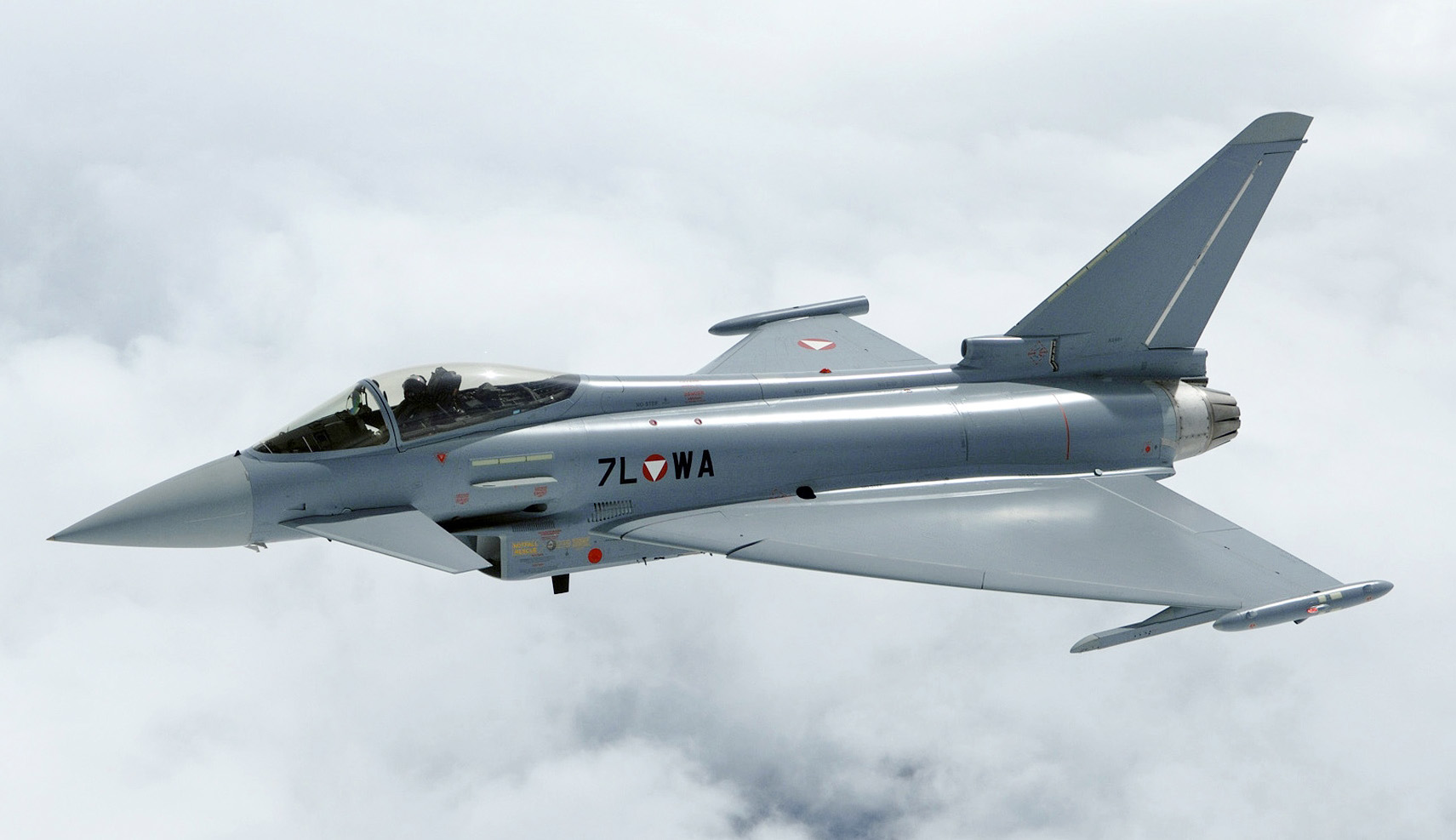
Försvarsmakten använder Eurofighter Typhoon till luftövervakning.

Österrikes försvarsstyrkor heter Bundesheer och dagens organisation grundades när Österrike blev suverän stat 1955. Landet har allmän värnplikt och deltar i internationella fredsbevarande operationer. Sedan 1998 får kvinnor utbilda sig till soldater på frivillig basis. Österrikes försvarsmakt har i fredstid en stående styrkor om 55 000 personer, varav 31 000 är aktiva styrkor och 24 000 är reservstyrkor. Försvarsutgifter uppgick till 0,8 procent av BNP 2012 som var bara hälften så mycket som EU staternas genomsnitt.
Den allmänna värnplikten omfattar enbart män. Ungefär en sjundedel av alla män förklaras oduglig till militärtjänst varje år. Den resterande delen av de värnpliktiga måste göra militärtjänst i 6 månader. Män som av samvetsskäl vägrar att fullgöra värnplikt måste göra vapenfri tjänst, det vill säga civiltjänst (tyska: Zivildienst), i 9 månader. I januari 2013 voterade 59,7 procent av befolkningen i en konsultativ folkomröstning för att bibehålla det nuvarande systemet med värnplikt och civiltjänst.

## Ekonomi och infrastruktur

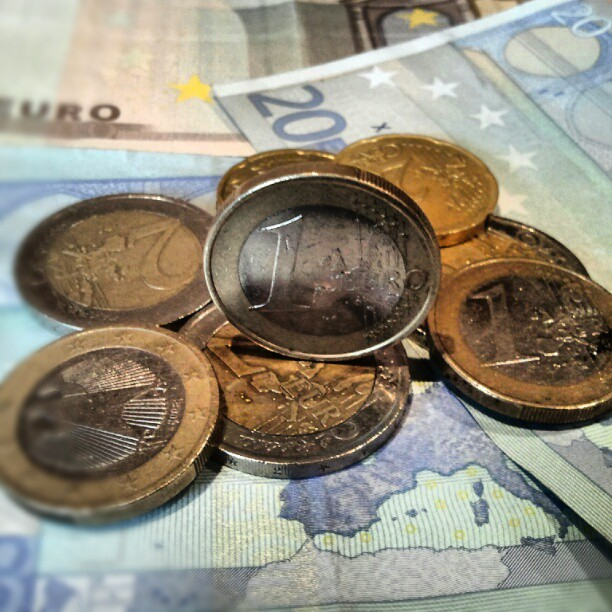
Sedan 1999 är euron Österrikes valuta.

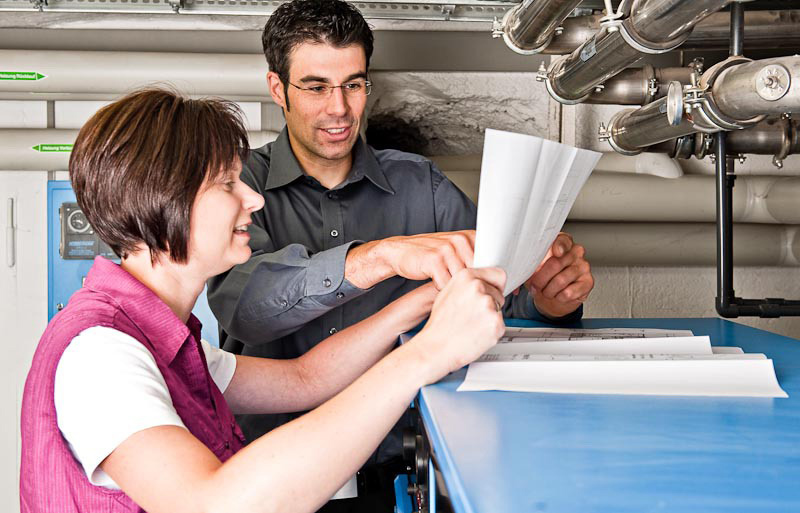
Numera jobbar flest människor inom tjänstesektorn.

Efter 1945 genomfördes Marshallplanen och Wirtschaftswunder tog vid precis som i Västtyskland. Regionala skillnader i den ekonomiska utvecklingen syntes mellan de tre zoner som tillhört västmakterna och den fjärde som tillhört Sovjetunionen. Under de kommande decennierna har man försökt utjämna skillnaderna.
År 1999 ersatte euron schillingen som valuta vid elektroniska transaktioner, och 2002 ersatte euron schillingen även vid betalningar med sedlar och mynt.
Österrike är en social marknadsekonomi. Bruttonationalprodukten (BNP) uppgick till 313 miljarder euro 2013, som gjorde Österrike till Europeiska unionens tionde största ekonomi. Sett till köpkraftsjusterad BNP per capita som låg på 33 200 euro samma år var Österrike Europeiska unionens andra rikaste land efter Luxemburg. Sedan införandet av euron som valuta 1999 har inflationen legat stabilt kring Europeiska centralbankens mål på 2 procent. De offentliga finanserna är solida. Sedan införandet av stabilitets- och tillväxtpakten 1997 har Österrike under alla år (med undantag för 2004, 2009 och 2010) uppfyllt kriteriet om att det årliga budgetunderskottet inte får överstiga 3 procent av BNP. Den offentliga sektorns skulder uppgick till 262 miljarder euro i slutet av 2013 som motsvarade 81,2 procent av BNP och var därmed något lägre än EU staternas genomsnitt på 85,4 procent av BNP.

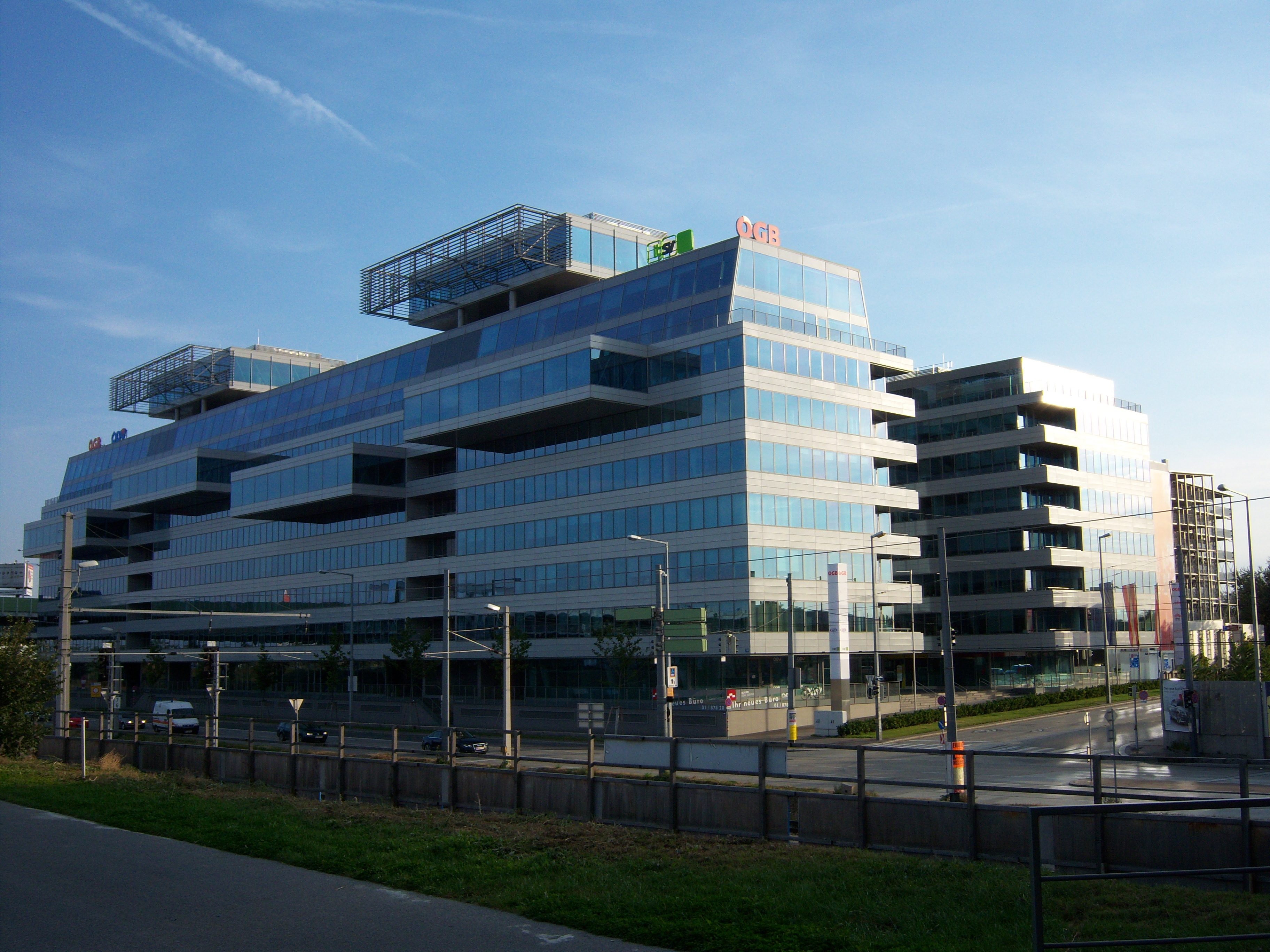
Österrikiska fackföreningsförbundets säte i Wien

Drygt hälften av hela den österrikiska befolkningen var sysselsatt 2013. Sysselsättningsgraden låg på 72,3 procent i åldern 15-64 år (jämfört med 68,9 procent 2003) och var den femte högsta inom Europeiska unionen (genomsnitt 64,1 procent). Medan mäns sysselsättningsgrad har legat stabilt på runt 77 procent mellan 2003 och 2013 har kvinnors ökat från 62 till 68 procent. Nästan hälften (46 procent) av alla sysselsatta kvinnor jobbade deltid 2013 (jämfört med 36 procent 2003), medan deltidsarbete är ovanligare bland män (10 procent 2013 jämfört med 5 procent 2003). Arbetslösheten 2013 låg på 4,9 procent, den lägsta inom Europeiska unionen (genomsnitt 10,8 procent). Den lagstadgade pensionsåldern ligger på 60 år för kvinnor och 65 år för män. Den faktiska genomsnittliga pensionsåldern har emellertid legat under 60 år sedan 1980 på grund av möjlighet till förtidspensionering.
Anställning av arbetstagare är reglerad genom lagstiftning och kollektivavtal. Genom lagstiftning regleras till exempel normalarbetstid (högst 40 timmar per vecka), minimisemester (25 eller 30 arbetsdagar beroende på antal arbetade år), uppsägning och avgångsvederlag. I kollektivavtal regleras anställningsförhållanden och löner. En österrikisk arbetstagare har rätt till 14 månadslöner per år. Det finns ingen lagstadgad minimilön. Avtalspartner på arbetsgivarsidan är Näringslivkammaren (tyska: Wirtschaftskammer Österreich) där alla företag är tvångsanslutna till. På arbetstagarsidan finns centralorganisationen Österrikiska fackföreningsförbundet (tyska: Österreichischer Gewerkschaftsbund) och Arbetarkammaren (tyska: Arbeiterkammer) där alla arbetstagare obligatoriskt är anslutna till. Även om mindre än 30 procent av arbetstagarna är medlem i någon fackförening täcks nästan alla arbetstagare av något kollektivavtal.

### Näringsliv
Sedan 1960-talet har den österrikiska ekonomin genomgått en strukturomvandling. År 1960 var produktionen i tillverkningssektorn (47 %) större än i tjänstesektorn (42 %). Jord- och skogsbruk stod för en mindre andel (11 %) av produktionen. Under 1970-talet började tjänstesektorn växer kraftigt. Numera är Österrike en tjänstebaserad ekonomi där tjänstesektorn (framför allt handel, turism och bankväsen) står för 70 procent av produktionen. Däremot har tillverkningssektorns andel minskat till knappt 30 procent och jord- och skogsbruks andel till 2 procent av produktionen. Andel sysselsatta i tillverkningssektorn krympte från en tredjedel på 1970-talet till en fjärdedel 2013. Var tjugonde är fortfarande sysselsatt inom jord- och skogsbruk.

#### Jordbruk

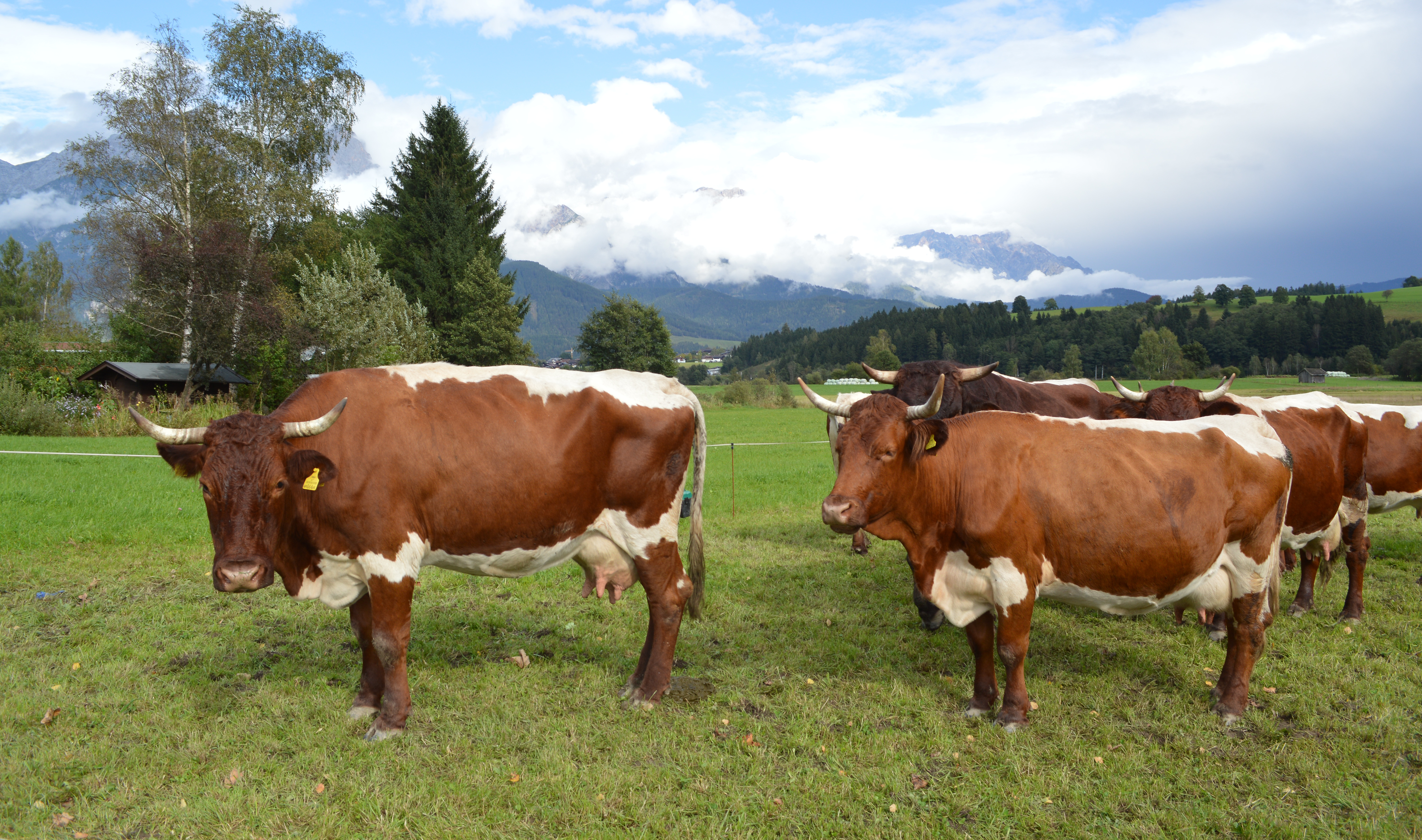
Kött och mjölk står för hälften av jordbruksproduktionen.

Nästan 75 procent av Österrikes yta används till jord- och skogsbruk. 2010 fanns det drygt 170 000 gårdar jämfört med knappt 370 000 gårdar 1970. Samtidigt har den genomsnittliga gårdsstorleken fördubblats från drygt 20 hektar 1970 till drygt 40 hektar 2010, varav jordbruksmark och skogsmark var står för ungefär hälften av den totala storleken. På en dryg femtedel av jordbruksmarken bedrivs ekologiskt jordbruk, vilket är den största andelen i ett enskilt land i hela Europeiska unionen.
Animaliska produkter såsom kött, mjölk och ägg står för mer än hälften av värdet av den hela jordbruksproduktionen. Odlingen av grödor såsom sädesslag, vall, grönsaker, frukt och trädgårdsväxter utgör över 40 procent av produktionen. Odlingen av sädesslag och grönsaker är koncentrerad till den östra platta delen av landet runt om Wien, i synnerhet Marchfältet, och längs med gränsen till Ungern. Kött och mjölk produceras främst i den kuperade och bergiga delen av landet.

#### Industri

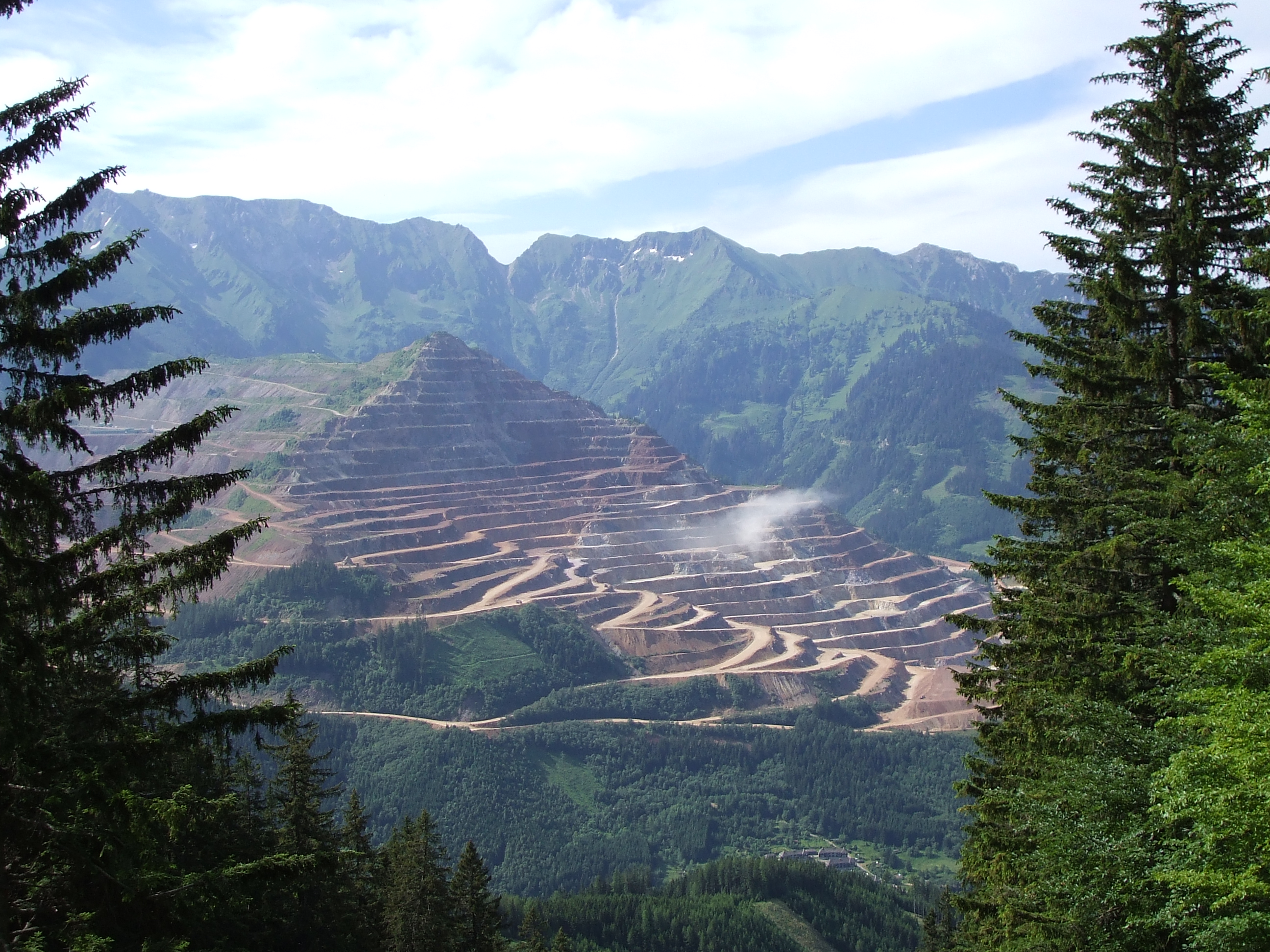
Utvinning av järnmalm från Erzberg la grunden till industrin.

Brytning av järnmalm på Erzberg i Steiermark kan spåras tillbaka till början på 400-talet f.Kr. Även om malmbrytningen har avtagit under de senaste decennierna så har det varit avgörande för utvecklingen av Österrikes industri. Med järnmalm som nyckelresurs har framför allt stål- och maskinindustrin alltid präglat industrin, och skapat företag som Voestalpine och Böhler-Uddeholm. Bil- och fordonstillverkning tillkom under 1930-talet som en ytterligare pelare av industrin och förknippas främst med företaget Steyr-Daimler-Puch och KTM. Idag finns det i Steiermark ett kluster av företag, Autocluster Steiermark, som levererar bilkomponenter och tillverkar bilar för utländska bilkoncerner och som domineras av Magna Steyr. Österrikes största företag är dock oljekoncernen OMV AG. Den österrikiska staten kontrollerade flertalet av de stora industriföretagen innan de började privatiserades i slutet av 1980-talet. Red Bull är ett exempel på nyskapande inom Österrikes industri.

#### Turism

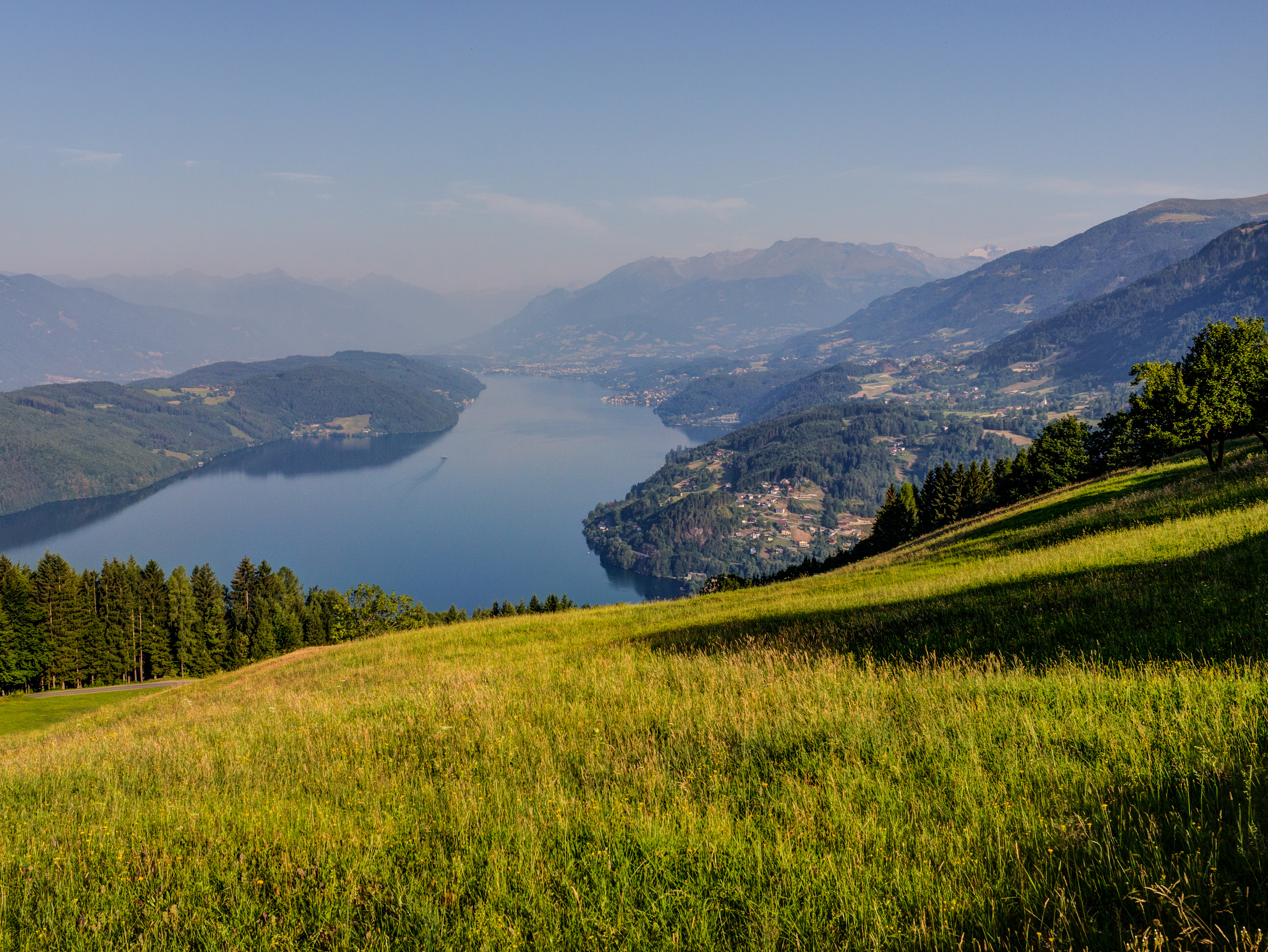
Millstätter See är ett populärt resemål under sommaren.

Turismens betydelse för ekonomin är stor. Turismen bidrar drygt 7 procent till BNP och fördelas jämnt över sommar- och vintersäsongen. Över 60 miljoner övernattningar av inhemska och utländska turister registreras både under sommar- och vintersäsongen varje år. Tyskar är den överlägset största turistgruppen följt av nederländare och schweizare. När österrikare semestrar utomlands är de tre mest populära resmålen Italien, Kroatien och Tyskland.
Kända skidorter är Lech am Arlberg där den nederländska kungafamiljen tillbringar sin årliga skidsemester, Bad Gastein, Innsbruck, Saalbach-Hinterglemm, Sankt Anton am Arlberg och Schladming där flera alpina VM avgjordes samt Kitzbühel. Sommarturismen koncentrerar sig till Alperna, exempelvis Zillertal i Tyrolen, runt de stora sjöarna i Kärnten (till exempel Wörthersee och Millstätter See) och regionen Salzkammergut. Wien har en stark dragningskraft på turister året runt.

### Handel
Österrike har under hela efterkrigstiden haft Tyskland som sin viktigaste handelspartner och den tyska ekonomins utveckling har varit viktig för Österrike. 1976 valde man att knyta den dåvarande valutan schilling till den tyska D-marken. Österrike har sedan järnridåns fall 1989–1990 och EU:s utvidgning 2004 satsat på de nya marknaderna i det forna östblocket (Tjeckien, Slovakien, Ungern) och på Balkan (Slovenien, Kroatien) vilket bidragit till tillväxt även om den tyska ekonomin haft problem. Genom sitt geografiska läge har Österrike kommit att bli en viktig handelspartner för sina östra grannländer och en knutpunkt för handel mellan västra och östra Europa.
Österrike är en öppen ekonomi som handlar i stor utsträckning med sina grannländer och övriga länder i Europa. Utrikeshandeln är en viktig faktor för den inhemska ekonomin och anses vara dess motor. Exporter uppgår till runt 40 procent av BNP. Den mest betydelsefulla handelspartnern är Tyskland där drygt en tredjedel av alla importer kommer ifrån och exporter går till. Näst största handelspartner är Italien med en sexprocentig export- och importandel, följt av Schweiz, Tjeckien, Frankrike och Ungern. Utomeuropeisk handel bedrivs främst med Kina och USA.

#### Finansmarknad

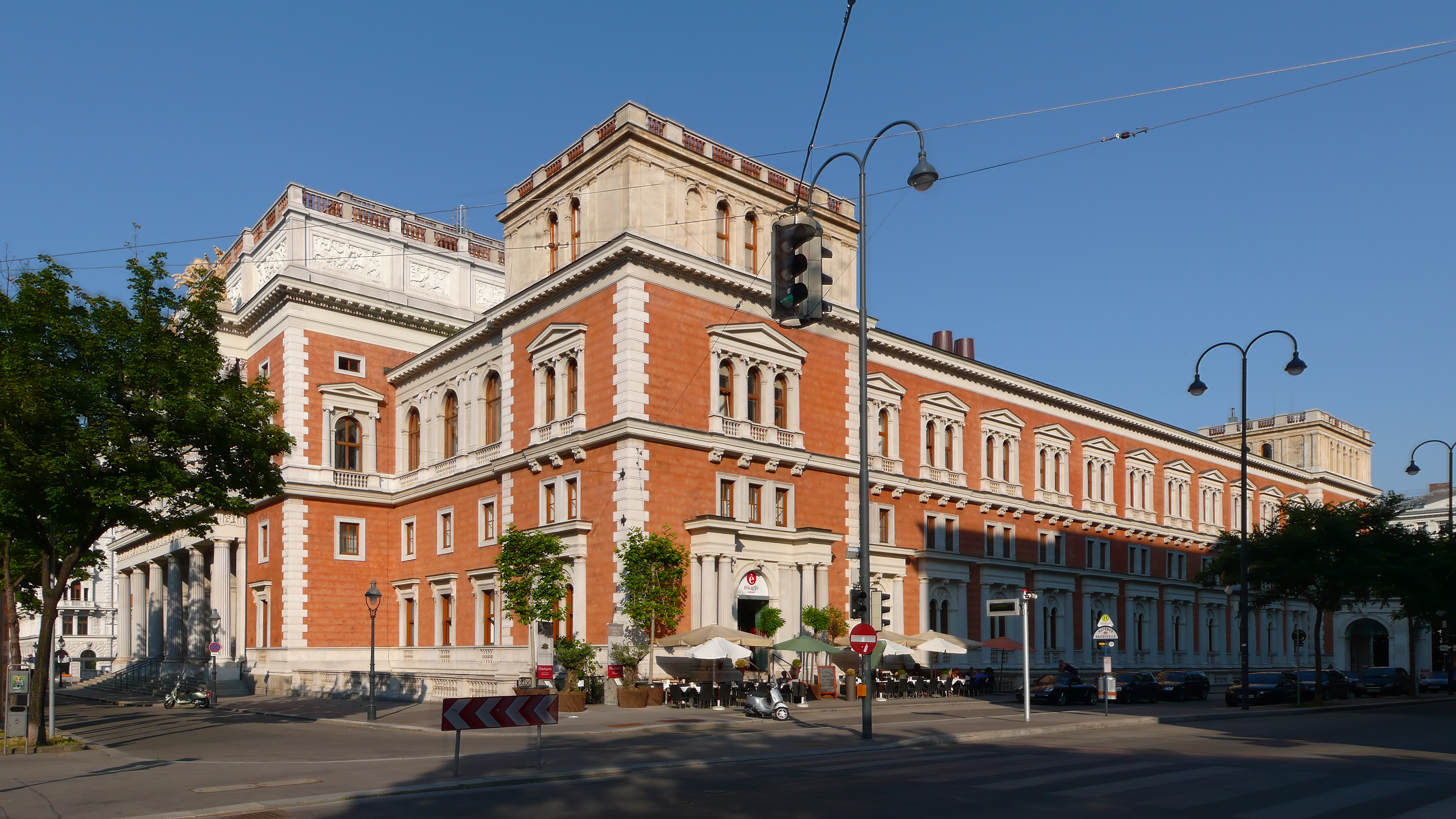
Börsen i Wien grundades 1771.

De fyra största bankerna är Bank Austria, Erste Bank, Raiffeisen Zentralbank och Volksbank. De österrikiska bankerna gynnas av den strikta österrikiska banksekretessen. Även om anonyma sparkonton avskaffades efter EU-inträdet 1995, kan myndigheter fortfarande inte få tillgång till kontouppgifter utan rättsligt bemyndigande.
De österrikiska bankerna har varit starkt engagerade i länderna i det forna östblocket sedan 1989. Där räknas de till de viktigaste långivarna. I spåren av finanskrisen 2007–2008 visade det sig att flera banker hade ingått för stora kreditrisker så att den österrikiska staten fick stötta bankerna med flera miljarder euro. Två stora banker, Hypo Alpe Adria och Kommunalkredit Austria, kollapsade och fick nationaliseras.
Österrikes största börs är CEE Stock Exchange Group med dotterbolaget Wiener Börse som redan grundades 1771. Dess viktigaste börsindex är ATX.

### Infrastruktur

#### Utbildning
Barnen börjar i den 4-åriga folkskolan (Volksschule) i sexårsåldern. Efter de fyra gemensamma åren ställs de (eller snarare deras föräldrar) inför valet att fortsätta 4 år i Hauptschule, en förlängning av folkskolan, (ca 2/3 av eleverna) eller gå till det 8-åriga gymnasiet (1/3 av eleverna). Ca 1/3 av eleverna på gymnasieskolan byter efter de första fyra åren till en 5-årig yrkesförberedande gymnasieskola, medan 2/3 fortsätter på det allmänna gymnasiets högre stadium som förbereder för högre studier. Absolventerna av Hauptschule går antingen vidare till en lärlingsutbildning vid företag med en dag yrkesskola (Berufsschule) i veckan eller till kortare yrkesutbildningar i skolform. Ett byte mellan skoltyperna är möjligt men sällsynt.
Den gymnasiala avgångsexamen Matura ger generell behörighet för tillträde till universitetsstudier. Uppfylls de centralt reglerade särskilda behörighetskraven för ämnet, så ger den också rätt till en studieplats i den valda utbildningen och på det valda universitetet (med undantag för konstnärliga utbildningar). Det finns 35 universitet i Österrike. Studierna avslutas efter lägst fyra år med magisterexamen eller efter ytterligare studier med doktorsexamen. Det finns också kortare studier (minst tre år) som leder till bakkelaureusexamen. Sedan 1994 finns det fackhögskolor (Fachhochschulen) i Österrike vilka erbjuder kortare och mer praktikorienterade utbildningar.

#### Sjukvård, andra viktiga samhällstjänster
Dagens Österrike är en modern socialstat. Första ansatser till en socialpolitik gjordes redan i den Österrikisk-ungerska monarkin mellan 1860 och 1890, men de första större sociala reformerna genomfördes under den sociala och politiska revolutionen (första republiken) efter första världskriget. Reformprogrammet avstannade efter några år på grund av de hårda politiska striderna och de ekonomiska problemen. Samarbetsandan och samförståndet mellan arbetsgivare och fackföreningar i den andra republiken efter andra världskriget ledde slutligen till utvecklingen av ett omfattande offentligt välfärdssystem. Grundpelaren är socialförsäkringen som alla arbetstagare och deras anhöriga omfattas av. Den består av sjuk-, olycksfall-, arbetslöshets- och ålderspensionsförsäkringen. Därutöver finns det olika former av familjestöd och annat socialt understöd.
Modern har rätt till ledighet från 8 veckor före födseln till 8 veckor efter födseln. Därefter får föräldrarna föräldrapenning tills barnet fyller två år, varav sex månader är knutna till varje förälder. Tas andra årets föräldraförsäkring ut på deltid, så kan man förlänga föräldraledigheten tills barnet fyller tre år.
Den offentliga barnomsorgen (som för övrigt är ett frivilligt kommunalt åtagande) inskränker sig till deltidsförskola (Kindergarten) från tre års ålder. Yngre barn och de som önskar heltidsbarnomsorg är hänvisade till dagmammor och privata inrättningar som dominerar barnomsorgen.
I Österrike får familjerna barnbidrag (Familienbeihilfe). Det betalas ut tills barnet fyllt 19 år eller tills det avslutat utbildningen, men högst till 25 års ålder, det vill säga så länge föräldrarna är underhållsskyldiga.

## Befolkning

### Demografi
Befolkning mellan 1527 och 2015
| År        | Invånare  |
| --------- | --------- |
| Runt 1527 | 1 500 000 |
| Runt 1600 | 1 800 000 |
| Runt 1700 | 2 100 000 |
| 1754      | 2 728 000 |
| 1780      | 2 970 000 |
| 1790      | 3 046 000 |
| 1800      | 3 064 000 |
| 1810      | 3 054 000 |
| 1821      | 3 202 000 |
| 1830      | 3 476 500 |
| 1840      | 3 649 700 |
| 1850      | 3 879 700 |
| 1857      | 4 075 500 |
| 1869      | 4 497 880 |
| 1880      | 4 963 528 |

| År   | Invånare  |
| ---- | --------- |
| 1890 | 5 417 360 |
| 1900 | 6 003 845 |
| 1910 | 6 648 310 |
| 1923 | 6 534 742 |
| 1934 | 6 760 044 |
| 1939 | 6 652 720 |
| 1951 | 6 933 905 |
| 1961 | 7 073 807 |
| 1971 | 7 491 526 |
| 1981 | 7 555 338 |
| 1991 | 7 754 891 |
| 2001 | 8 042 293 |
| 2011 | 8 388 534 |
| 2017 | 8 772 865 |

Den första folkräkningen som uppfyller moderna kriterier ägde rum i Österrike-Ungern 1869–1870. Området som motsvarar dagens Österrike hade då runt 4,5 miljoner invånare. Fram till 1913 ökade befolkningen stadigt som följd av födelseöverskott och inhemsk immigration från andra områden inom kejsarriket. Efter första världskriget hade befolkningen minskat på grund av krigsförluster och emigration av icke-österrikare till nygrundade nationalstater, såsom Ungern, Tjeckoslovakien och Jugoslavien. Fram till 1934 ökade befolkningen igen kontinuerligt. Mellan 1934 och 1937 kom en invandringsvåg av politiska flyktingar från Tyskland som försökte undkomma diktaturen där. Efter Nazitysklands annektering av Österrike 1938 flydde många landet på grund av politisk förföljelse och befolkningen minskade igen. Att befolkningen efter andra världskriget var större än innan berodde på att krigsförlusterna kompenserades av en tillströmning av flyktingar. Den så kallade baby boomen mellan 1956 och 1969 resulterade i stora födelseöverskott och gjorde att befolkningen ökade kraftigt. Även politiska flyktingar till följd av Ungernrevolten och Pragvåren bidrog till denna ökning. Efter en period av stagnation började befolkningen åter stiga markant i slutet av 1980-talet och denna trend håller i sig än idag. Under 1990-talet berodde befolkningsökningen huvudsakligen på invandring till följd av de jugoslaviska krigen. Sedan Österrike gick med i Europeiska unionen 1995 är invandring från övriga medlemsstater en stor drivkraft bakom befolkningsökningen. I början av 2015 hade Österrike 8,6 miljoner invånare. Befolkningen förutspås växa till 9,5 miljoner år 2050 främst på grund av fortsatt hög invandring.
Samtidigt som befolkningen ökade, förbättrades levnadsförhållanden avsevärt. Medellivslängden vid födelsen stod på 33 år för män och 36 år för kvinnor runt år 1870. 100 år senare hade den fördubblats till 67 respektive 74 år. 2013 stod den på 78,5 år för män och 83,6 år för kvinnor. De två vanligaste dödsorsakerna är hjärt- och kärlsjukdomar och cancer som står för 42 respektive 25 procent av alla dödsfall. Spädbarnsdödlighet var 32,7 per 1 000 levande födda 1961 och minskade till 3,09 spädbarn 2013.

#### Större städer

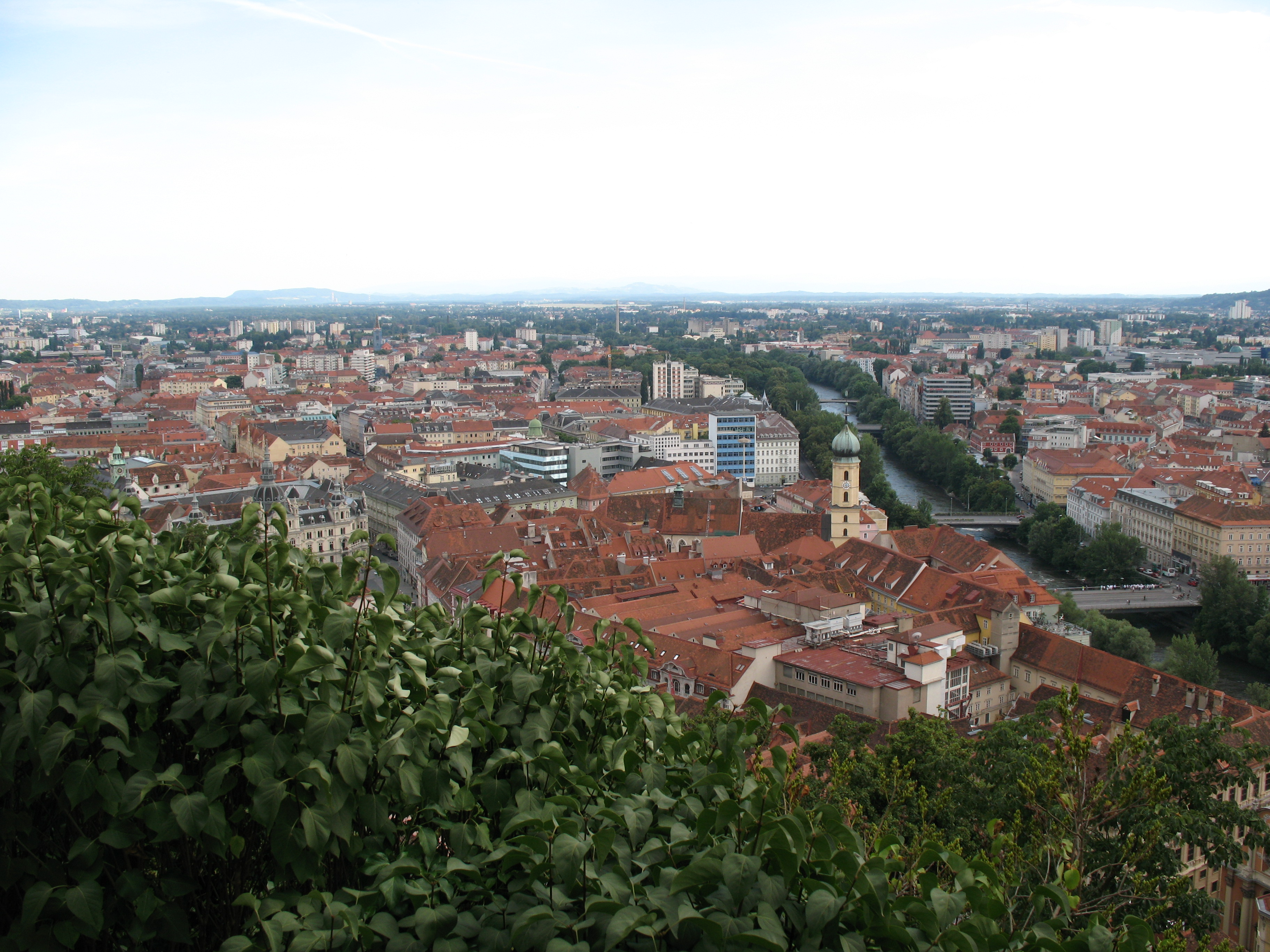
Graz är Österrikes näst största stad.

Det överlägset största storstadsområdet är huvudstadsregionen Wien med en befolkning på över 2,5 miljoner. Det innebär att mer än en fjärdedel av statens befolkning är koncentrerad till denna region.Andra storstadsområden finns runtom Graz (i Steiermark), Linz (i Oberösterreich), Salzburg (i Salzburg) och Innsbruck (i Tyrolen). Större urbaniserade områden finns kring Klagenfurt och Villach (i Kärnten), Sankt Pölten och Wiener Neustadt (i Niederösterreich), Wels (i Oberösterreich), Feldkirch, Dornbirn och Bregenz (i Vorarlberg).

#### Urbanisering

Befolkningstäthet i Österrikes förbundsländer

Drygt 40 procent av befolkningen bor i och kring staden Wien, ytterligare 30 procent i områdena norr och söder om Alperna, medan Alpområdet är glesbefolkat. Det mest tätbefolkade förbundslandet är Wien med över 4 000 invånare per kvadratkilometer, medan Tyrolen och Kärnten har knappt 60 invånare per kvadratkilometer.

#### Migration
1961 bodde drygt 100 000 utländska medborgare i Österrike som motsvarade 1,4 procent av den totala befolkningen. Under andra hälften av 1960-talet och i början av 1970-talet ökade deras andel relativt starkt som följd av den riktade arbetskraftsinvandringen från Jugoslavien och Turkiet. 1974 utgjorde de cirka 4,1 procent av befolkningen. Efter en tid av stagnation var det först i början av 1990-talet att den starka invandringsvågen i spår av Jugoslaviens sönderfall gav upphov till att andelen av utländska medborgare ökade till över 8 procent. En ny invandringsvåg från övriga EU medlemsstater började under 2000-talet. I början av 2008 överskreds 10 procent tröskeln och 2015 var 13,3 procent utländska medborgare bosatta i Österrike.
Av de utländska medborgarna kommer runt hälften från övriga EU medlemsstater och andra hälften från utanför EU. De fem största invandringsgrupperna är tyskar (cirka 15 % av alla utländska medborgarna), turker (10 %), serber (10 %), bosnier (8 %) och rumäner (6 %). Invandringen koncentrerar sig främst till Wien där utländska medborgare utgör en fjärde del av befolkningen. Sett över hela landet har en femte del av befolkningen migrationsbakgrund (definierad som första och andra generationens invandrare). Högst andel har Wien med drygt 40 procent, medan Kärnten har minst andel med 11 procent.

### Språk

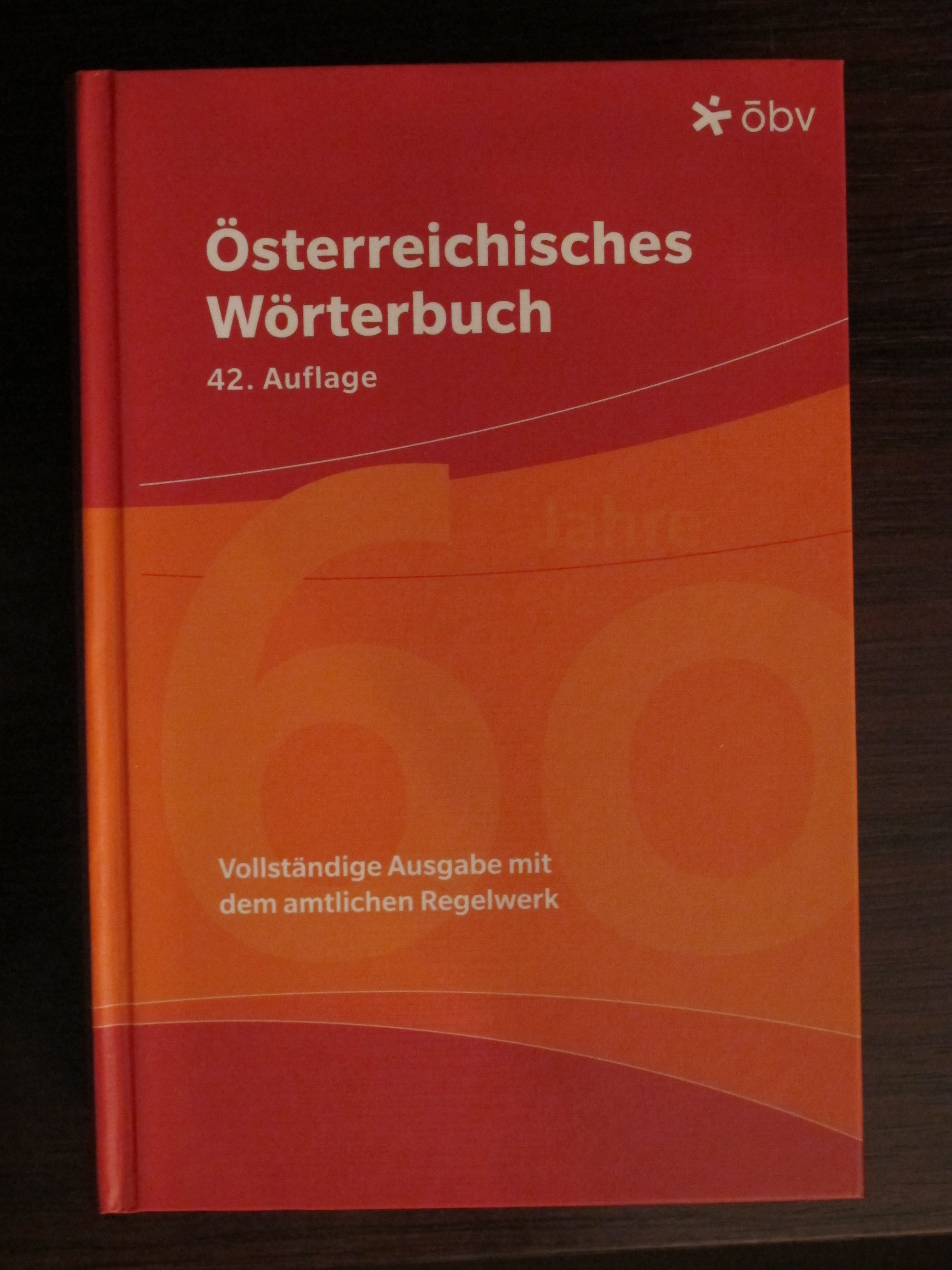
Österrikisk tyska får sin standard genom Österreichisches Wörterbuch.

Enligt författningen är tyska det officiella språket i Österrike. Dess nationella varietet, österrikisk tyska, skiljer sig i viss mån från tyskan som talas i Tyskland, framför allt inom uttal och ordförrådet som innehåller över 1 000 så kallade austriacismer. Ett par exempel av austriacismer är Paradeiser (tyska: Tomate, svenska: tomat), Erdapfel (tyska: Kartoffel, svenska: potatis), Schwammerl (tyska: Pilz, svenska: svamp) och Palatschinke (tyska: Pfannkuchen, svenska: pannkaka). Grammatiska skillnader finns också. Till exempel kan berättelser om saker som hände i dåtiden skrivas i perfekt på österrikisk tyska och inte nödvändigtvis i preteritum som på tyska. Österrikisk tyska får sin standard genom österrikiska ordboken (tyska: Österreichisches Wörterbuch), som upprättades 1951 och publiceras på uppdrag av Österrikes utbildningsdepartement (tyska: Bundesministerium für Bildung und Frauen) i Wien. Både för myndigheter och inom skolväsendet är den österrikiska ordboken bindande.
I vardagslivet används ett stort antal regionala dialekter bredvid standardspråket som skiljer sig främst med avseende på uttal. Alla dialekter hör till bayerskan förutom i Vorarlberg och delar av Tyrolen där alemanniska dialekter talas. Varje förbundsland har i princip sin egen dialekt dock finns det ännu småskaligare variationer som oftast motsvarar dalgånger i Alperna. Inte desto mindre behärskar de allra flesta österrikare tyskans varietet som används i Tyskland. Det beror dels på att det nästan uteslutande används dubbade versioner från Tyskland när icke-tyskspråkiga filmer och serier sänds på TV, och dels på att större delen av skön- och facklitteraturen är på den varieteten.
I Österrike finns sex erkända språkminoriteter vars rättigheter är reglerade i statsfördraget från 1955 och senare lagar. De största grupperna utgörs av den slovensktalande minoriteten om 25 000-35 000 personer i förbundsländerna Kärnten och Steiermark och en något mindre kroatisktalande minoritetsgrupp i Burgenland. I Burgenland bor också en ungersktalande minoritetsgrupp samt romanitalande romer och sinti. I Wien och Niederösterreich finns det tjeckisk- och slovakisktalande minoritetsgrupper. Minoritetsgrupper har rätt till modersmålsundervisning i skolor och rätt att få använda språket inom offentliga verksamheter och myndigheter. 2005 erkändes österrikiskt teckenspråk som ett minoritetsspråk.

### Religion
| År   | Befolkning | Romersk-katolsk | Andel  | Evangelisk | Andel | Islam   | Andel | Utan samfund | Andel  | Annat samfund/ Inga uppgifter | Andel |
| ---- | ---------- | --------------- | ------ | ---------- | ----- | ------- | ----- | ------------ | ------ | ----------------------------- | ----- |
| 1951 | 6 933 905  | 6 170 084       | 89,0 % | 429 493    | 6,2 % | -       | -     | 264 014      | 3,8 %  | 70 314                        | 1,0 % |
| 1961 | 7 073 807  | 6 295 075       | 89,0 % | 438 663    | 6,2 % | -       | -     | 266 009      | 3,8 %  | 74 060                        | 1,0 % |
| 1971 | 7 491 526  | 6 548 316       | 87,4 % | 447 070    | 6,0 % | 22 267  | 0,3 % | 321 218      | 4,3 %  | 152 655                       | 2,0 % |
| 1981 | 7 555 338  | 6 372 645       | 84,3 % | 423 162    | 5,6 % | 76 939  | 1,0 % | 452 039      | 6,0 %  | 230 553                       | 3,1 % |
| 1991 | 7 795 786  | 6 081 454       | 78,0 % | 388 709    | 5,0 % | 158 776 | 2,0 % | 672 251      | 8,6 %  | 494 596                       | 6,3 % |
| 2001 | 8 032 926  | 5 915 421       | 73,6 % | 376 150    | 4,7 % | 338 988 | 4,2 % | 963 263      | 12,0 % | 439 104                       | 5,5 % |
| 2016 | 8 739 806  | 5 160 000       | 59,0 % | 302 964    | 3,5 % | 700 000 | 8,0 % |              |        |                               |       |

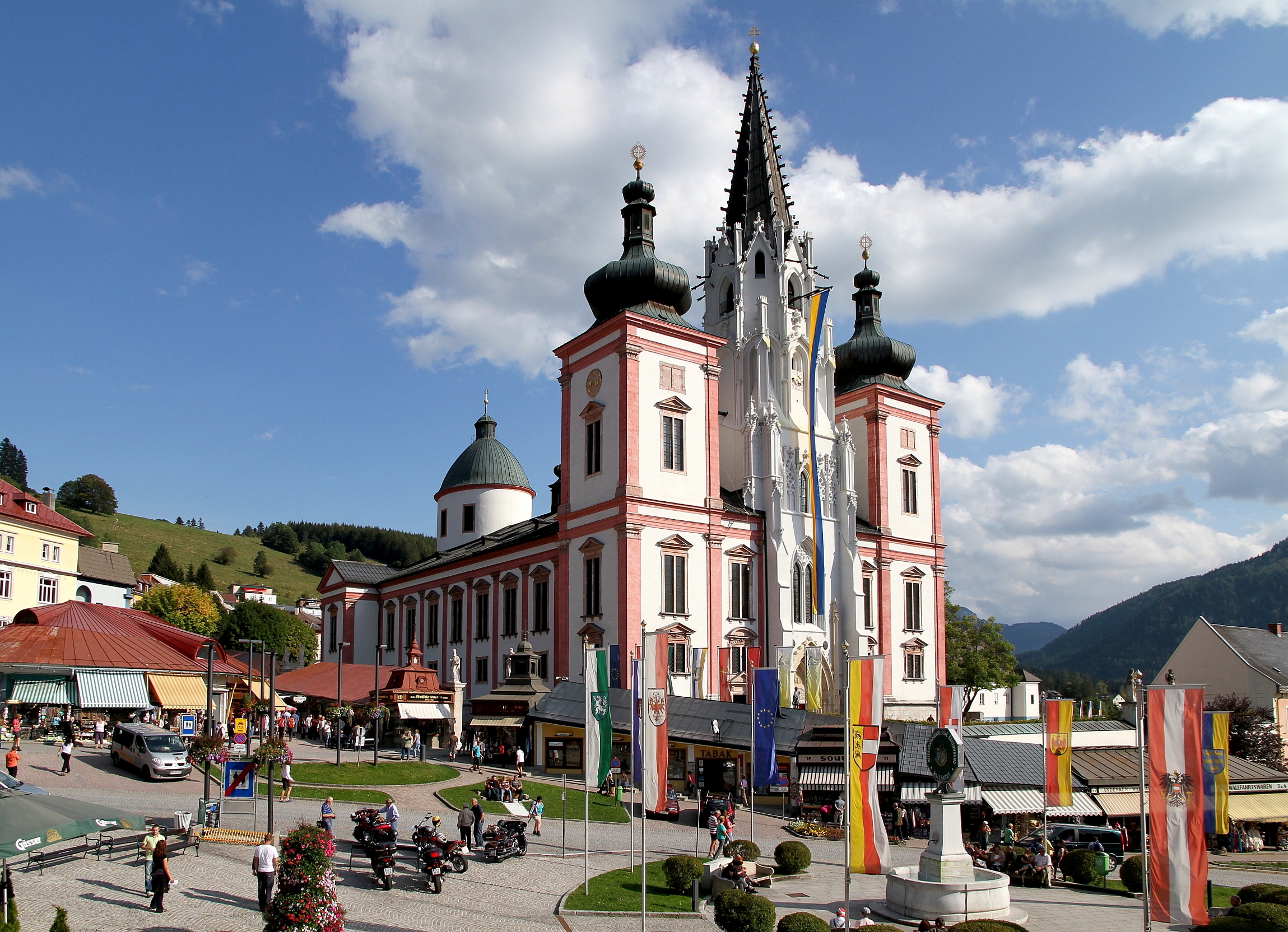
Basilikan i Mariazell är Österrikes viktigaste katolska vallfärdsort.

Kristendomen har historiskt sett varit den dominerande religionen i Österrike. Efter andra världskriget tillhörde nästan 90 procent av befolkningen den romersk-katolska kyrkan och 6 procent de evangeliska kyrkorna (huvudsakligen den lutherska). Sekulariseringen började under 1970-talet och återspeglade sig i att fler och fler människor valde att inte tillhöra något trossamfund. Under 1990- och 2000-talet avslöjades flera fall av sexuella övergrepp på barn som hade begåtts av vanliga präster men även av Wiens ärkebiskop på katolska skolor, barnhem och andra institutioner. Denna utveckling förstärkte trenden att människor valde att gå ur den romersk-katolska och även den evangeliska kyrkan. Trots det är fortfarande mer än två tredjedelar av befolkningen kristna. Sedan på 1980-talet tillhör en snabbväxande andel av befolkningen islam på grund av invandring från Balkanhalvön (främst från nuvarande Bosnien och Hercegovina) och Turkiet. Numera är islam det största icke-kristna trossamfundet.
Det finns en tydlig skillnad i religionstillhörigheten mellan Wien och övriga förbundsländer. Utanför Wien tillhör en större del av befolkningen den romersk-katolska kyrkan, medan i Wien stod religionslösa för över 25 procent av befolkningen 2001. Wien och Vorarlberg hade då också en dubbel så hög andel av muslimer (8 procent) jämfört med hela landets genomsnitt. De evangeliska kyrkorna hade sitt starkaste fäste i Burgenland och Kärnten där över 10 procent av befolkningen tillhörde dessa.
Sedan 2013 erkänner staten totalt 16 trossamfund, bland andra ortodoxa kyrkor, buddhism och Jehovas vittnen. Detta ger dessa trossamfund rätt till gemensam offentlig religionsutövning samt självständig organisation och förvaltning av dess inre angelägenheter. Dessutom har de rätt att hålla religionskunskapsundervisning i offentliga skolor eller privata skolor med offentlig rätt, och omfattas av mer gynnsamma skatteregler.

## Kultur

### Massmedier

#### Press och förlag
Österrikes största nationella dagstidningar
- Die Presse
- Der Standard
- Heute
- Kronen Zeitung
- Kurier
- Österreich
- Wiener Zeitung

Österrikes största regionala dagstidningar
- Kleine Zeitung, Kärnten, Steiermark och Östtyrolen
- Oberösterreichische Nachrichten, Oberösterreich
- Salzburger Nachrichten, Salzburg
- Tiroler Tageszeitung, Tyrolen
- Vorarlberger Nachrichten, Vorarlberg

#### Radio och television
Österrikes största medieföretag är det statliga radio- och TV-bolaget Österreichischer Rundfunk. Österreichischer Rundfunk är statligt men är självständigt och ingen politisk inblandning tillåts. Sedan början av 2000-talet har privata TV-bolag såsom ATV, Puls 4 och ServusTV och privata radiobolag såsom KroneHit startat.

### Konstarter
| Graz (2003) och Linz (2009) var Europas kulturhuvudstäder. |  | Graz (2003) och Linz (2009) var Europas kulturhuvudstäder. |
| Graz (2003) och Linz (2009) var Europas kulturhuvudstäder. |  |                                                            |

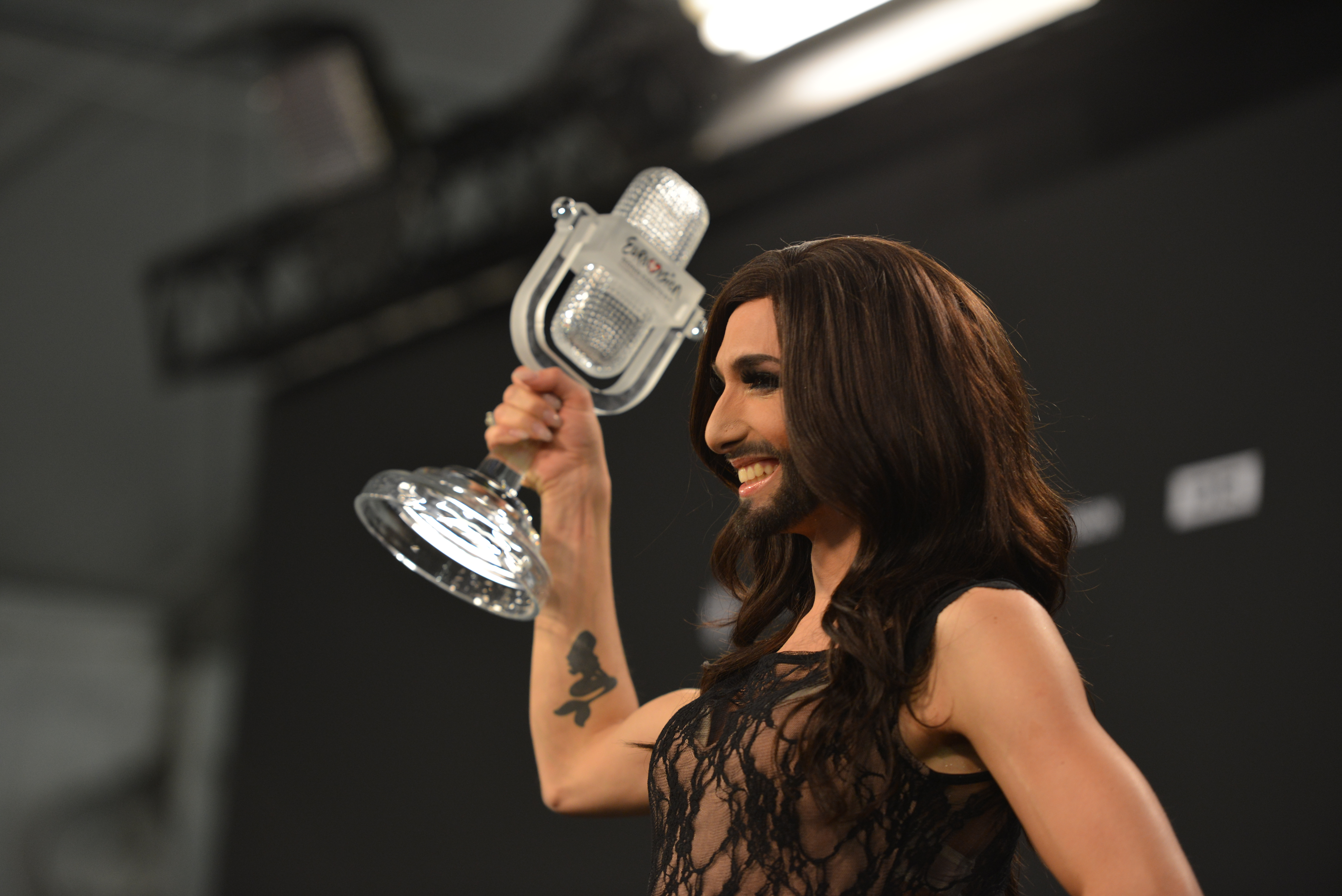
Conchita Wurst vann Eurovision Song Contest 2014.

Österrike har haft ett stort inflytande i världskulturen och förfogar över ett rikt kulturarv.

#### Musik
Wien är en av de stora kulturstäderna i Europa. Under 1700-talet verkade här några klassiska musiker som Wolfgang Amadeus Mozart, Ludwig van Beethoven och Joseph Haydn. Andra berömda kompositörer som firade stora framgångar under 1800-talet var Franz Schubert, Gustav Mahler, Johann Strauss den äldre och valskungen Johann Strauss den yngre. Ännu idag vittnar många operahus, teatrar och orkestrar om denna storhetstid, liksom traditioner som Wienerfilharmonikernas nyårskonsert, gosskören Wiener Sängerknaben, Spanska ridskolan med sina vita lipizzanerhästar och många festspel runt om i landet. Nio österrikiska stadsdelar, historiska anläggningar och landskap ingår i Unescos världsarvlista.

#### Bildkonst

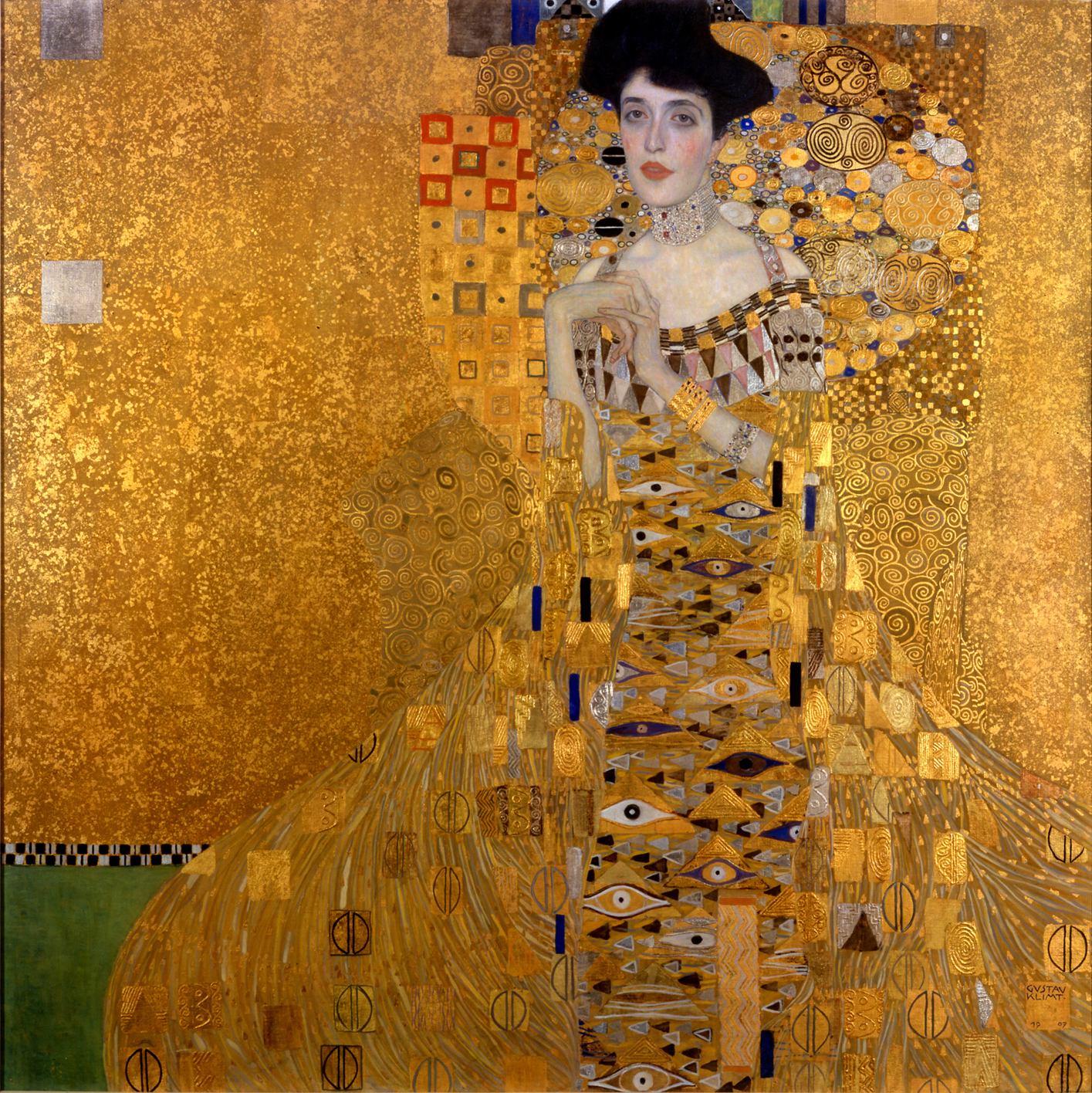
Gustav Klimts porträtt av Adele Bloch-Bauer I blev 2006 den dittills dyraste tavlan som någonsin hade sålts.

Målarkonsten i Österrike uppnådde sin klimax runt 1900 då Wien blev centrum för Wiener Sezession, som var en sammanslutning av konstnärer såsom Gustav Klimt, Egon Schiele och Oskar Kokoschka, som företrädde den österrikiska varianten av jugendstilen. Under andra hälften av 1900-talet skapades den fantastiska realismens skola i Wien som stod nära surrealismen. Samtidigt trädde Friedensreich Hundertwasser fram med sina mer abstrakt-dekorativa bilder. En fristående strömning var Wienaktionism som utvecklades i gränsområdet mellan teater och målning på 1960-talet av Otto Muehl, Günter Brus, Rudolf Schwarzkogler och Hermann Nitsch.
Populära konstmuseer är Kunsthistorisches Museum, Albertina, Museumsquartier som hyser mumok, Kunsthalle Wien och Leopold Museum, Kunsthaus Wien, Liechtenstein Museum och Wiener Secessionsgebäude.

#### Film
Österrike har haft en aktiv filmindustri sedan det tidiga 1900-talet. Fritz Lang, Billy Wilder, Fred Zinnemann och Otto Preminger räknas till Österrikes viktigaste tidiga filmregissörer, även om många av deras mest kända verk gjordes utanför Österrike. På senare år har Michael Haneke, Ulrich Seidl och Stefan Ruzowitzky lyckats anknyta till tidigare framgångar och skapat flera prisbelönade filmer såsom Amour och Falskmyntarna. Bland internationellt kända österrikiska skådespelare kan nämnas Arnold Schwarzenegger, Christoph Waltz, Romy Schneider, Maximilian Schell, Klaus Maria Brandauer, Curd Jürgens, Maria Schell och Senta Berger. 

### Helgdagar och högtider
| - Nyårsdagen - Österrikes nationaldag - Jungfru Marie himmelsfärd - Festa dell'Immacolata Concezione - Alla helgons dag - jul - Corpus Christi - Kristi himmelsfärdsdag - Trettondedag jul - Annandag pingst - Annandag påsk - Första maj - Annandag jul Denna lista hämtas från Wikidata. Informationen kan ändras där. |

### Sport

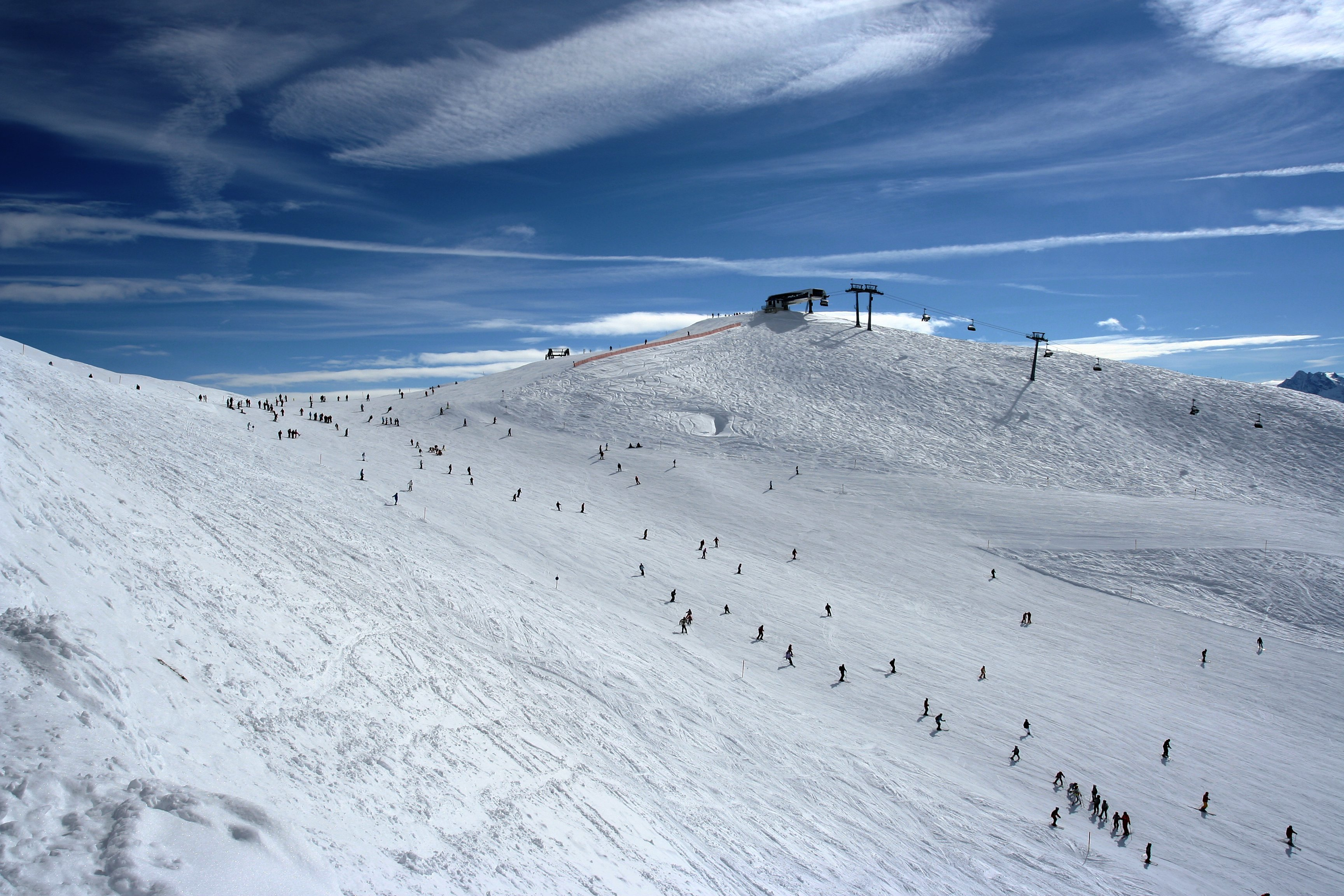
Alpin skidåkning är den mest populära vinteridrotten.

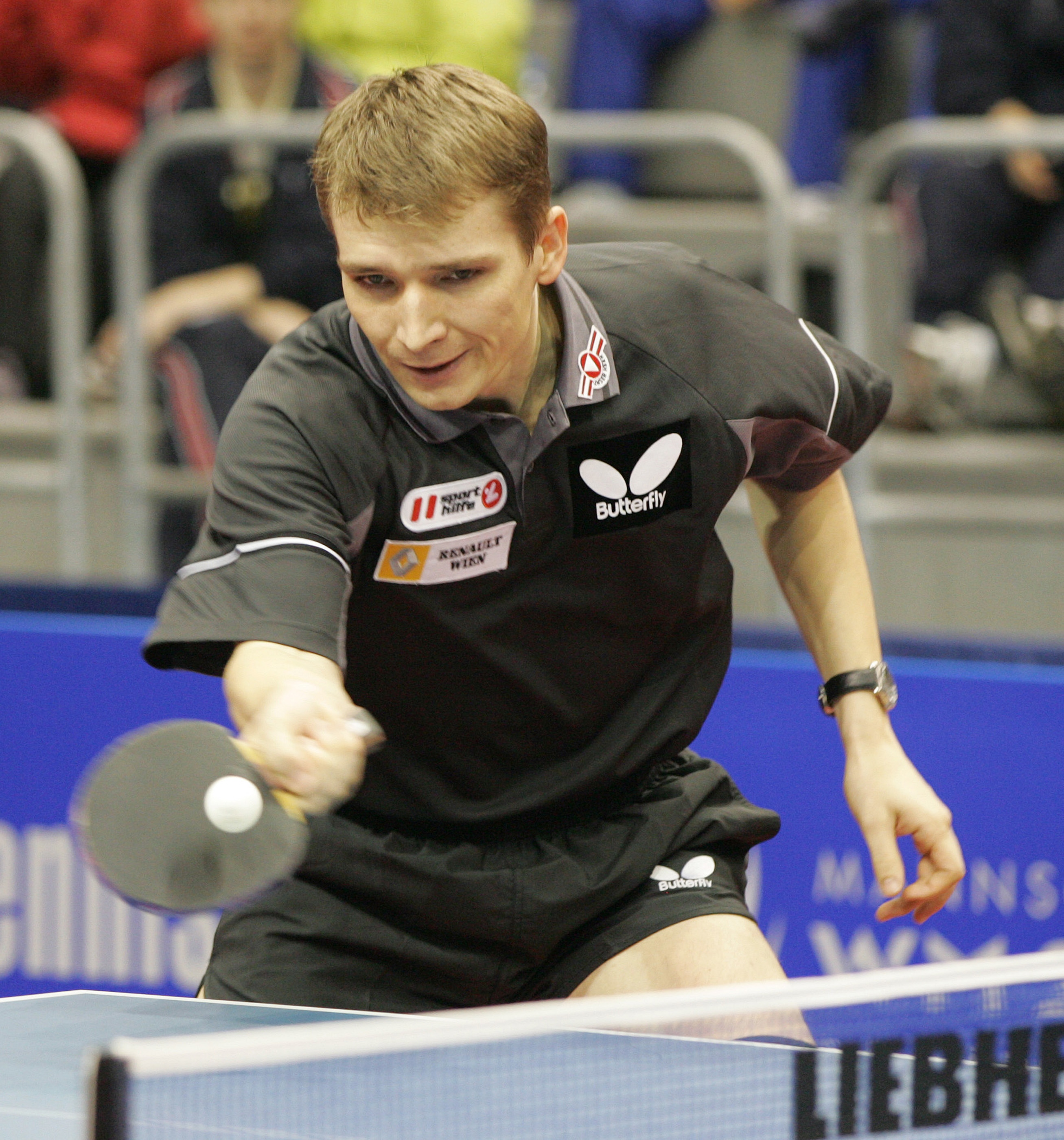
Werner Schlager blev världsmästare i bordtennis 2003.

Österrike har en lång tradition av vintersport. Den bergiga topografin tillsammans med det alpina klimatet skapar goda möjligheter för att åka skidor men även för andra typer av vintersport. Landet har länge dominerat alpin skidåkning och har en lång rad av framgångsrika toppskidåkare (till exempel Annemarie Moser-Pröll, Hermann Maier, Renate Götschl, Franz Klammer, Michaela Dorfmeister, Benjamin Raich, Marlies Schild, Marcel Hirscher). Österrike har även skördat framgångar i många andra vinteridrotter såsom backhoppning (Gregor Schlierenzauer), nordisk kombination (Felix Gottwald), skidskytte (Dominik Landertinger), längdskidåkning (Christian Hoffmann) och rodel (Andreas och Wolfgang Linger). Generellt är Österrike ett typiskt vinteridrottsland och saknar några större framgångar inom klassiska sommarsporter. Vissa undantag finns, bland annat tennisspelaren Thomas Muster som under en period under 1990-talet var rankad som etta i världen, Werner Schlager som blev världsmästare i bordtennis 2003, racerföraren Niki Lauda som vann tre VM-titlar i Formel 1 och simmaren Markus Rogan som två gånger satte världsrekord över 200 meter ryggsim på kortbanan.
De mest populära idrotterna hos befolkningen är alpin skidåkning och fotboll. Det gäller såväl aktivt utövande som antal tittare av idrottsevenemang i TV. VM-finalen i fotboll och skidåkningstävlingar vid olympiska spelen får vanligtvis de högsta tittarsiffrorna av enskilda sända idrottsevenemang.
Österrike har flera gånger varit värd för olika mästerskap. Bland de största kan nämnas Olympiska vinterspelen 1964 och 1976 samt de första Olympiska vinterspelen för ungdomar 2012 som alla hölls i Innsbruck. Tillsammans med Schweiz arrangerade Österrike även Fotbolls-EM 2008.

## Internationella rankningar
| Organisation                                | Undersökning                   | Rankning  |
| ------------------------------------------- | ------------------------------ | --------- |
| Heritage Foundation/The Wall Street Journal | Index of Economic Freedom 2019 | 31 av 180 |
| Reportrar utan gränser                      | Pressfrihetsindex 2019         | 16 av 180 |
| Transparency International                  | Korruptionsindex 2018          | 14 av 180 |
| FN:s utvecklingsprogram                     | Human Development Index 2018   | 20 av 189 |